# Geschichte der asiatischen Kunst

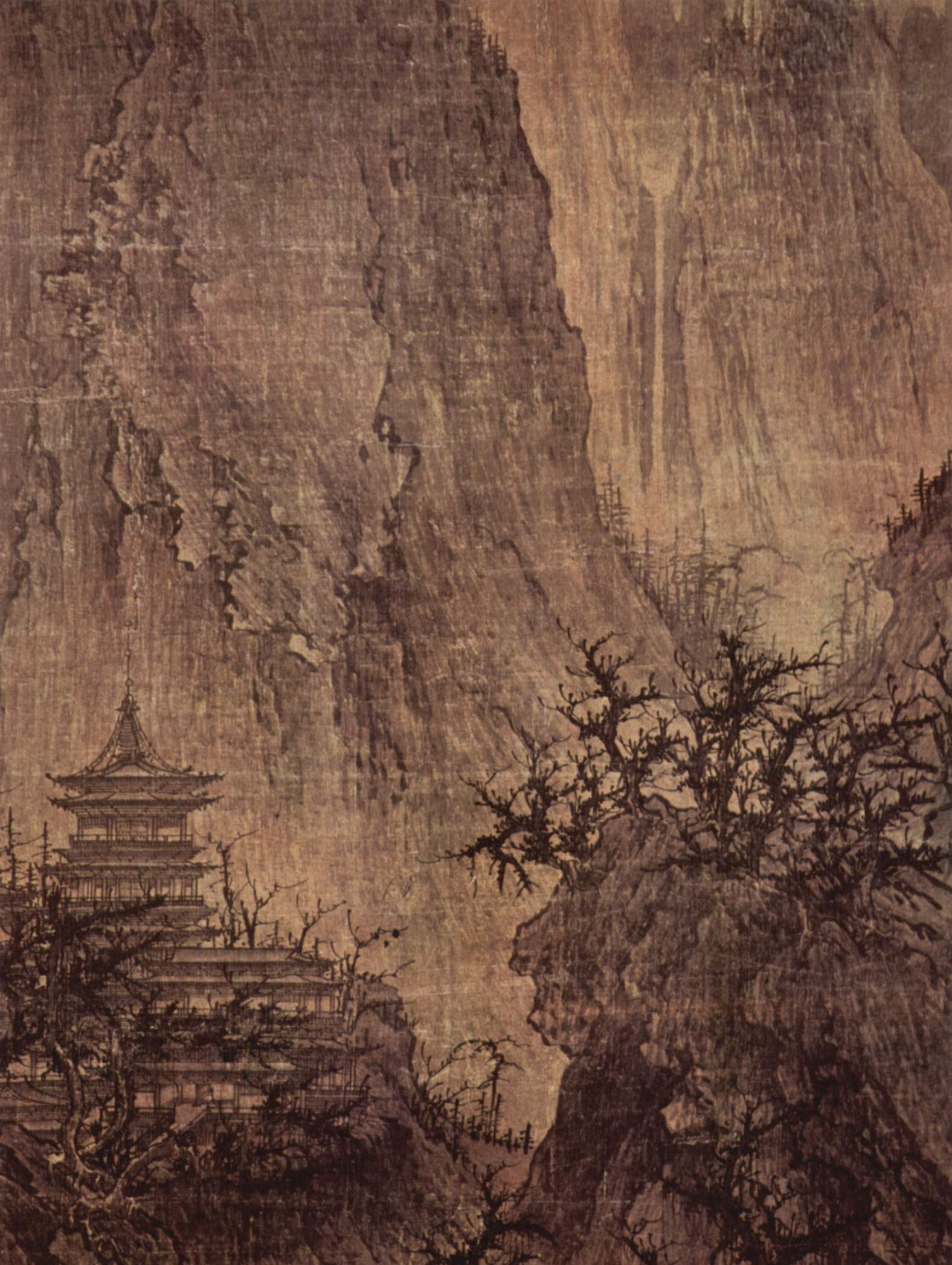
Li Cheng, Buddhist Temple in the Mountains, 11. Jahrhundert, China, Tinte auf Seide, Nelson-Atkins Museum of Art, Kansas City, Missouri

Die Geschichte der asiatischen Kunst umfasst die Entwicklung künstlerischen Schaffens in Asien von der Urgeschichte bis zur Gegenwart. Sie wurde durch viele Kulturen und Religionen beeinflusst. Historisch gesehen, sind künstlerische Entwicklungen parallel oder im Allgemeinen sogar einige Jahrhunderte früher als in der westlichen Kunst angesiedelt. Chinesische Kunst, Indische Kunst, Koreanische Kunst, sowie die Japanische Kunst, hatten jeweils großen Einfluss auf die westliche Kunst und vice versa.
Persische Kunst und Islamische Kunst beeinflussten die westliche Kunst ebenso.

## Balinesische Kunst
Als Balinesische Kunst wird Kunst mit hindu-javanesischem Ursprung bezeichnet, die ihre Wurzeln in der Arbeit der Künstler des Königreiches Majapahit und deren Ausbreitung nach Bali im späten 13. Jahrhundert hat. Ab dem 16. bis zum 20. Jahrhundert war das Dorf Kamasan, Klungkung (Ost-Bali), das Zentrum der klassischen balinesischen Kunst. In der ersten Hälfte des 20. Jahrhunderts entwickelten sich neue Varianten der balinesischen Kunst und seit dem späten 20. Jahrhundert gelten das Dorf Ubud und seine Nachbardörfer als die Zentren der balinesischen Kunst. Ubud und Batuan sind für ihre Malereien berühmt, Mas für die Holzschnitzereien, Celuk für deren Gold- und Silberschmiedekunst und das Dorf Batubalan besitzt einzigartige Steinschnitte. Covarrubias beschreibt die balinesische Kunst als „… eine hoch entwickelte, wenn auch informelle barocke Volkskunst, welche die bäuerliche Lebendigkeit mit den Feinheiten der hindu-javaneischen Klassik vereint, jedoch frei von den konservativen Vorurteilen und mit einer neuen Lebensfreude, welche befeuert durch den dämonischen Geist der tropischen Primitivität ist“.
Eisenman beschrieb korrekterweise, dass die balinesische Kunst vor allem Gegenstände verschönert, die für den täglichen Gebrauch gedacht sind und kaum reine Kunstgegenstände hervorbringt.
In den 1920er Jahren wurde Bali durch die Ankunft vieler westlicher Künstler eine Art Künstlerenklave für Avantgarde-Künstler, zum Beispiel Walter Spies (Deutschland), Rudolf Bonnet (Niederlande), Adrien-Jean Le Mayeur (Belgien), Arie Smit (Niederlande) und etwas später auch Donald Friend (Australien). Viele dieser westlichen Künstler hatten bis zum Ende des Zweiten Weltkriegs nur sehr wenig Einfluss auf die Einwohner Balis.
Die bahnbrechende Periode der balinesischen Kreativität erreichte in den späten 1930er Jahren ihren Höhepunkt. Ein Strom berühmter Besucher, unter anderem auch Charlie Chaplin, der Anthropologe Gregory Bateson und Margaret Mead, ermutigten die talentierten Einheimischen, höchst originelle Werke zu kreieren. Während ihres Aufenthalts in Bali Mitte der 1930er sammelten Bateson und Mead über 2000 Gemälde, hauptsächlich aus dem Dorf Batuan, aber auch aus dem Küstenort Sanur.
Als hauptverantwortlich für die Modernisierung der traditionellen balinesischen Malerei werden oft Spies und Bonnet bezeichnet. Ab den 1950er Jahren arbeiteten balinesische Künstler perspektivische und anatomische Aspekte deren Arbeit in ihre Werke ein.
Außerdem fungierten sie als Wegbereiter, indem sie Einheimische zum Experimentieren und Abweichen von Traditionen ermutigten. Das Ergebnis war eine Explosion von individuellen Ausdrucksformen, welche die Anzahl an tiefgreifenden Veränderungen innerhalb der balinesischen Kunst in die Höhe trieb.

## Bhuthanesische Kunst

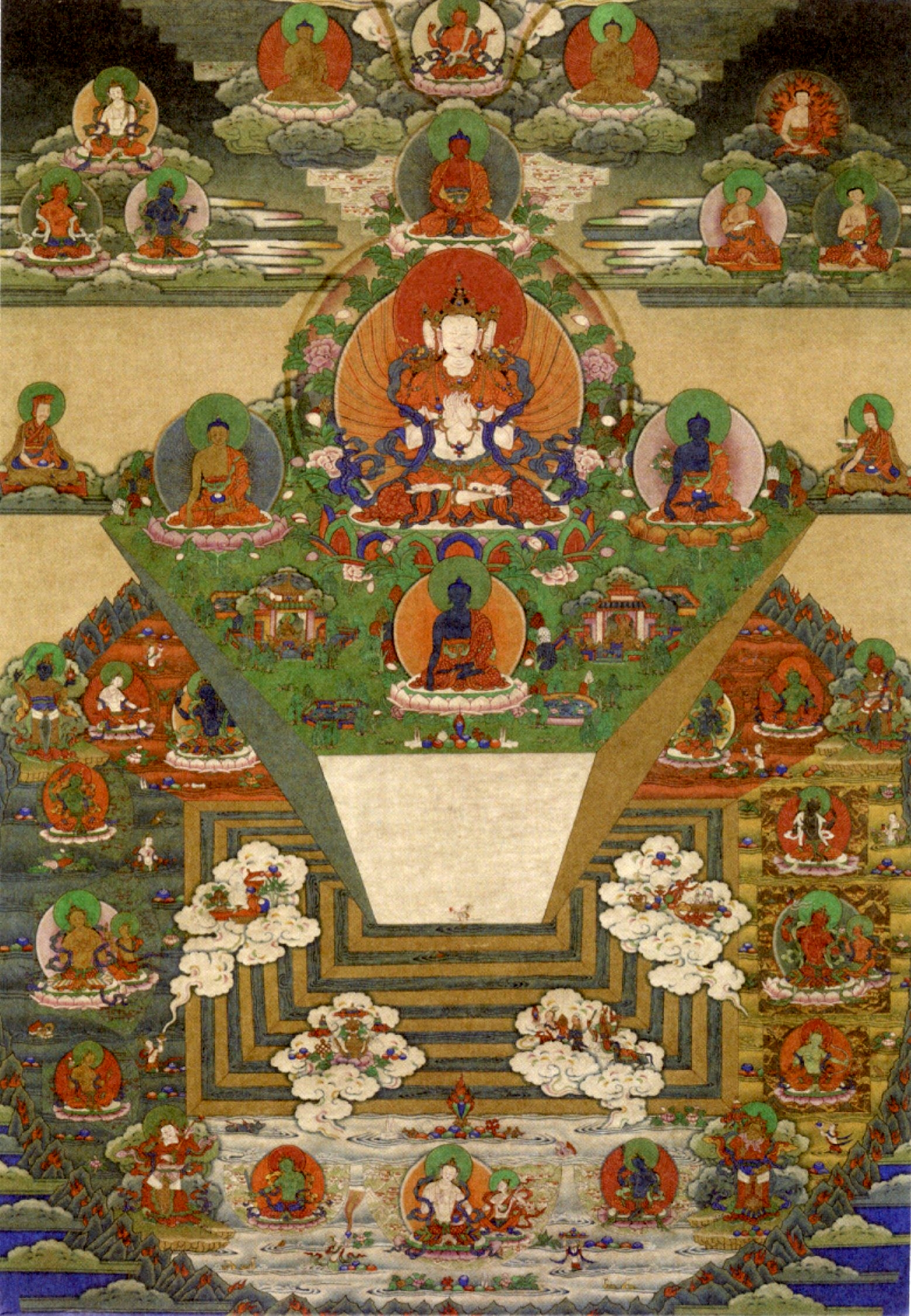
Bhutanesische Thangka des Berges Meru und des Buddhistischen Universums, 19. Jahrhundert, Trongsa Dzong

Bhutanesische Kunst ist ähnlicher zu der Kunst von Tibet. Beide basieren auf dem Vajrayana-Buddhismus mit seinem Pantheon göttlicher Wesen.
Jedes göttliche Wesen hat speziell zugewiesene Formen, Farben und/oder identifizierende Objekte, wie den Lotus, die Schneckenmuschel, den Blitz oder die Bettelschale. Alle heiligen Bilder sind nach genauen Spezifikationen angefertigt, die sich seit Jahrhunderten großteils nicht verändert haben.
Die Hauptlinien des Buddhismus in Bhutan sind Drugpa-Kagyü und Nyingma. Ersterer ist ein Zweig der Kagyü-Schule und bekannt für seine Malereien, die die Linie der buddhistischen Meister und der 70 Je Khenpo (Oberhäupter der Zentralen Mönchskörperschaft Bhutans) dokumentieren. Die Nyingma-Schule ist bekannt für Bilder von Padmasambhava, der für die Einführung des Buddhismus in Bhutan im 7. Jahrhundert verantwortlich gemacht wird. Einer Legende nach, versteckte Padmasambhava heilige Schätze, so dass sie von zukünftigen buddhistischen Meistern, etwa Pema Lingpa, gefunden werden konnten. Die Tertön (Schatzfinder) sind häufig Thema der Nyingma-Kunst.
Bhutanesische Kunst ist besonders reich an Bronzestatuen unterschiedlicher Art, die übergreifend als Kham-so (Bedeutung: hergestellt in Kham) bekannt sind. Dieser Name entstand durch die Herstellungsart, die aus der Provinz Kham in Tibet nach Bhutan importiert wurde. Wandmalereien und Skulpturen aus diesen Regionen sind nach den prinzipiell zeitlosen Idealen der buddhistischen Kunst gestaltet, und obwohl die Betonung der Details aus der tibetischen Kunst hergeleitet wird, ist eine Unterscheidung der Herkunft des Kunstwerks leicht möglich. Größere Freiheiten als in der Darstellung göttlicher Wesen blieb den Künstlern bei der Darstellung der grotesken Welt der Dämonen; hier gibt es Bildnisse mit reichlich bestickten Gewändern und glitzernden Ornamenten, die sich über die gezeigten Figuren ziehen.
Die traditionellen bhutanesischen Kunst- und Handwerksdisziplinen, die die exklusive „Seele und Identität des Königreichs im Himalaya“ repräsentieren, werde unter dem Begriff Zorig Chosum zusammengefasst. Zorig Chosum bedeutet „die 13 Kunst- und Handwerksdisziplinen aus Bhutan“, gemeint sind Tischlerei, Malerei, Papierherstellung, Schmiedekunst, Weberei, Bildhauerei, sowie einige andere. In Thimpu hat die Regierung von Bhutan das Institut für Zorig Chosum eingerichtet, dessen einziges Ziel es ist, Schülern diese 13 Kunstformen beizubringen und somit die reiche Kultur und Tradition Bhutans zu erhalten. Es gibt ein zweites ähnliches Institut im Trashiyangtse-Distrikt im Osten Bhutans. In Thimphu gibt es außerdem ein ‘Volkskunst-Museum’, das das ländliche Leben in Bhutan veranschaulicht und das ‘Voluntary Artists Studio’, eine Kunst-NGO, die Kindern und Jugendlichen die traditionellen Kunstformen näher bringt und sie ermutigt, diesen auch nachzugehen.

## Indische Kunst

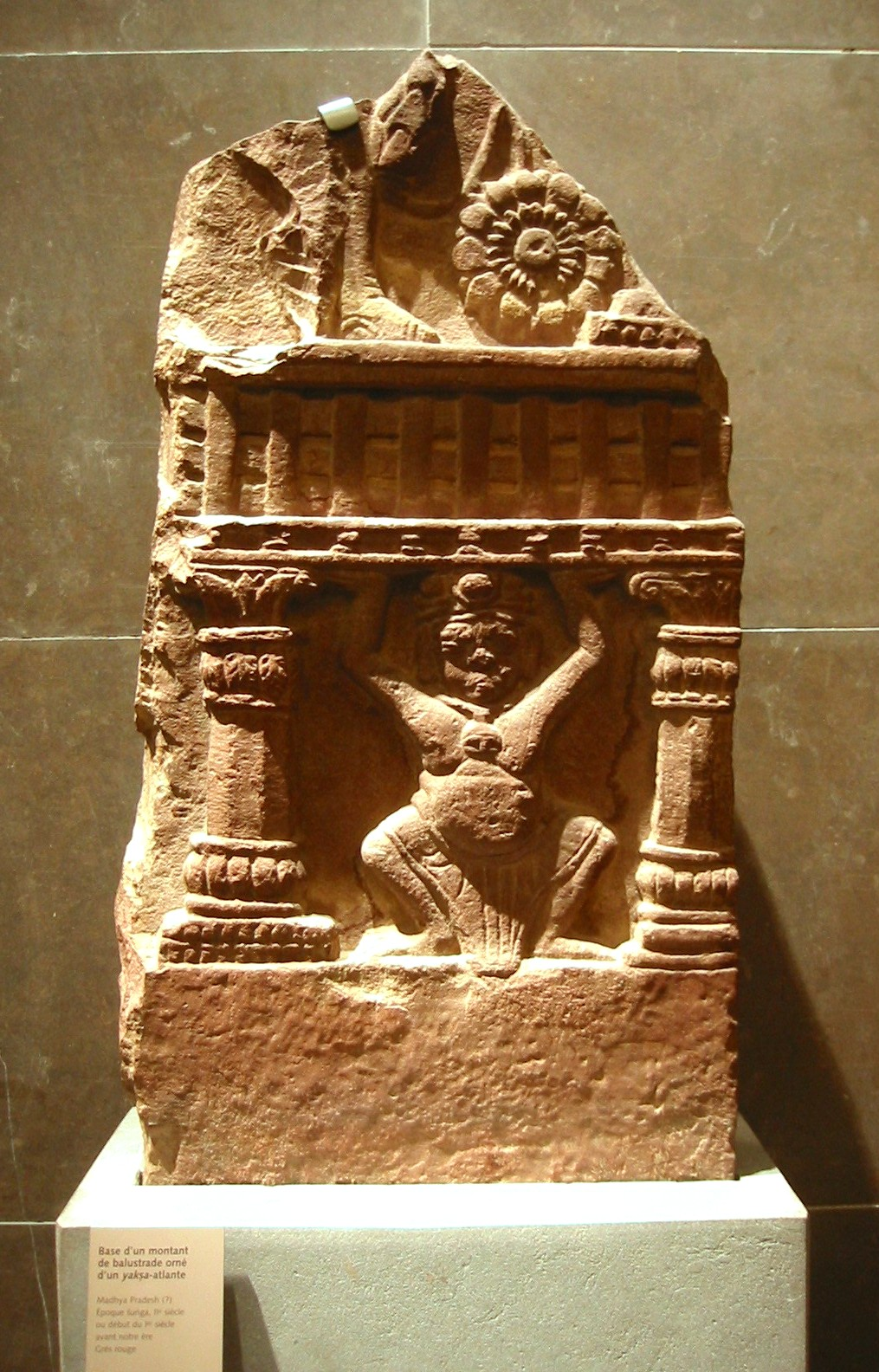
Yaksha, Madhya Pradesh, Indien, Shunga-Dynastie (2.–1. Jahrhundert v. Chr.). Museum Guimet

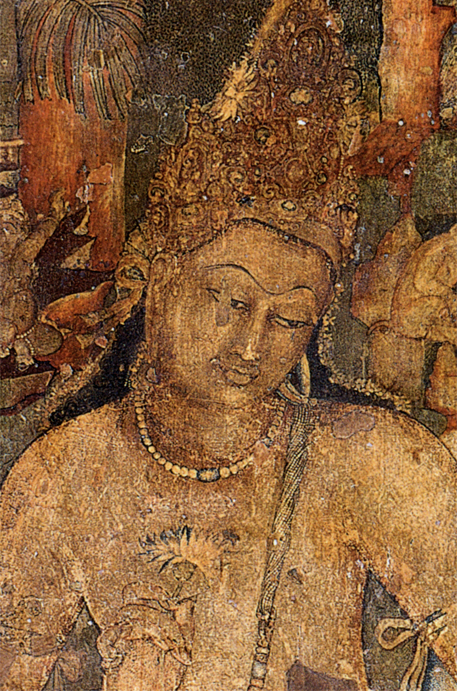
Fresco aus den Ajanta-Höhlen, ca. 450–500

Indische Kunst kann in mehrere Perioden unterteilt werden, die sich jeweils auch in bestimmten religiösen, politischen und kulturellen Entwicklungen wiederfinden. Die frühesten Beispiele indischer Kunst sind sogenannte Petroglyphen, etwa jene aus Bhimbetka. Manche dieser Petroglyphen entstanden bereits 5500 v. Chr., andere erst Jahrhunderte später. Jüngere Beispiele indischer Kunst sind die geschnitzten Säulen von Ellora, Maharashtra oder die Fresken in Ajanta und den Höhlen von Ellora.
Spezielle Perioden:
- Hinduismus und Buddhismus der antiken Periode (3500 v. Chr. bis heute)
- Islamischer Aufstieg (712–1757 n. Chr.)
- Die Kolonial-Periode (1757–1947 n. Chr.)
- Unabhängigkeit und die postkoloniale Periode (nach 1947)
- Moderne und Postmoderne Kunst in Indien

Eine der beliebtesten Kunstformen Indiens heißt Rangoli und ist eine Form des Sandbildes. Dabei wird gefärbtes, fein geriebenes Pulver zu Bildern angeordnet, üblicherweise findet man solche Bilder im Freien.
Die bildenden Künste (Bildhauerei, Malerei und Architektur) sind in der indischen Kunst eng mit den anderen Kunstformen verknüpft. Kapila Vatsyayan beschreibt dies wie folgt: „Klassische indische Architektur, Bildhauerei, Malerei, Literatur (Kaavya), Musik und Tanz haben ihre eigenen Regeln, je nach Ausdrucksmedium, entwickelt, aber sie teilen sich nicht nur die zugrunde liegenden Glaubensvorstellungen des indischen religiös-philosophischen Geistes, sondern auch die Verfahren, mit denen die Beziehungen zwischen Symbolen und Geisteszustand im Detail ausgearbeitet werden.“
Einblicke in die einzigartigen Eigenschaften indischer Kunst erlangt man am besten durch das Verständnis des philosophischen Gedankens, der breitgefächerten kulturellen Geschichte, sowie des sozialen, religiösen und politischen Hintergrundes der einzelnen Kunstwerke.

## Indonesische Kunst

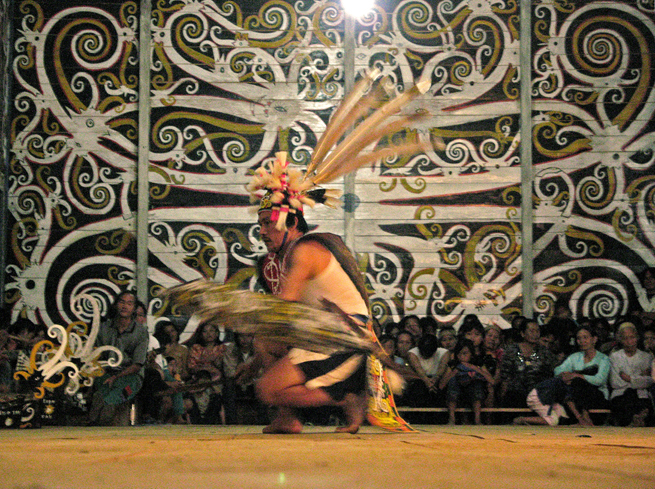
Kenyah, Wandmalerei in Long Nawang, Kalimantan Timur

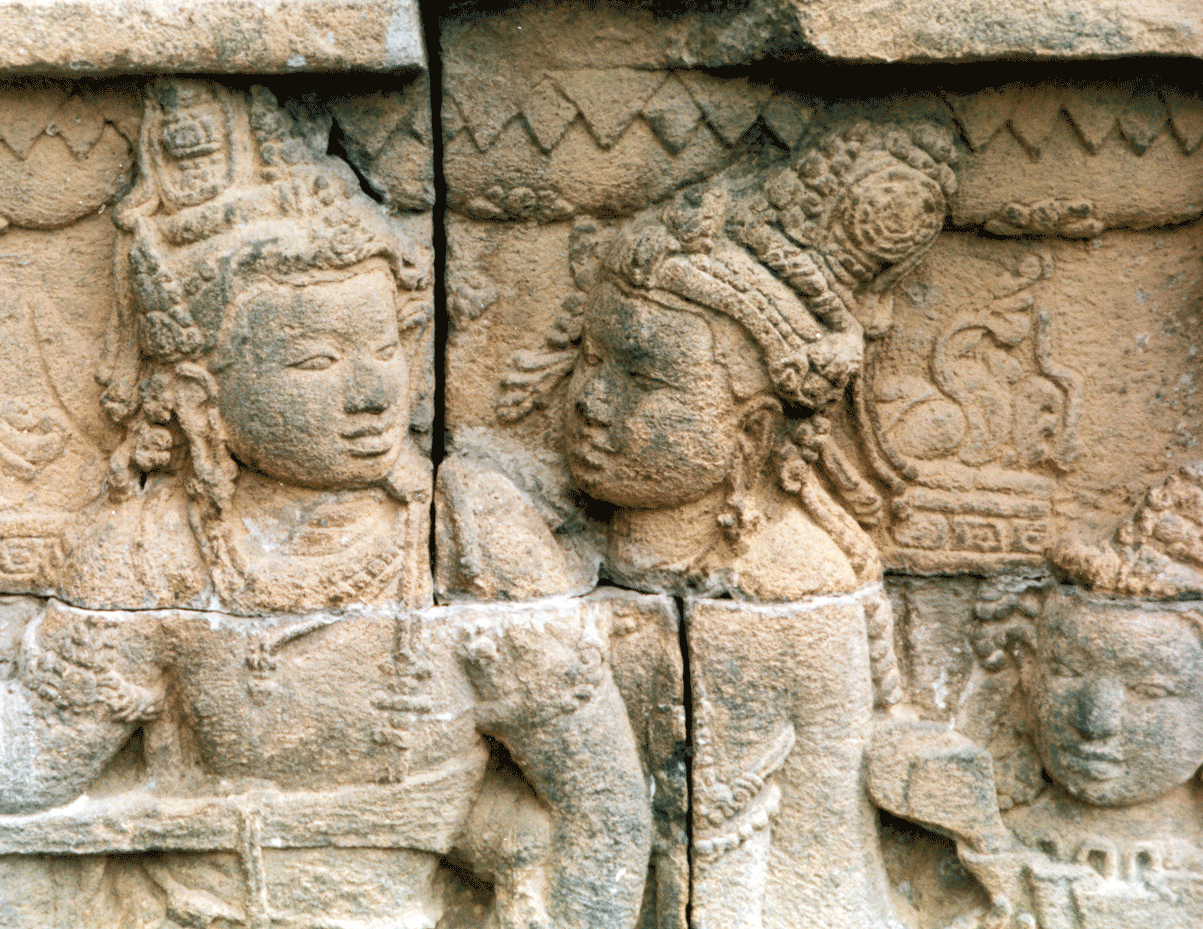
Reliefskulptur aus dem Borobodur-Tempel, ca. 760–830 n. Chr.

Die Indonesische Kunst und Kultur wurde durch eine lange Interaktion zwischen traditionell indigenen Bräuchen und unterschiedlichen Fremdeinflüssen geprägt. Durch die zentrale Lage Indonesiens an wichtigen antiken Handelsrouten zwischen dem Fernen und dem Mittleren Osten entstand ein starker Einfluss östlicher Religionen. Hinduismus, Buddhismus, Konfuzianismus und der Islam hatten einen hohen Stellenwert in den großen Handelsstädten. Es entstand eine komplexe kulturelle Durchmischung, die sich stark von der ursprünglichen indigenen Kultur Indonesiens unterscheidet.
Indonesische Malereien sind weitgehend unbekannt, eine Ausnahme bilden hier die komplizierten und ausdrucksstarken balinesischen Malereien, die oft Naturszenen oder Themen aus dem traditionellen Tanz zeigen. Auch Gemälde der indigenen Kenyah zeigen, wie unter austronesischen Kulturen üblich, natürliche Motive, vorwiegend Farne, Bäume, Hunde, Nashornvögel oder menschliche Figuren. Beispiele für solche Gemälde sind immer noch in Kenyah Dayak Langhäusern in der Region Apo Kayan des Kalimantan Timur zu finden.
Kalligraphie, basierend auf dem Koran, wurde oft als Dekoration unter Muslimen eingesetzt, da der Islam naturalistische Darstellungen untersagt. Indonesien hat außerdem eine große Anzahl an Bronze- und Eisenskulpturen; die Herstellung dieser war besonders im 8. bis zum 10. Jahrhundert n. Chr. beliebt. Die Skulpturen wurden auch gerne in die Ausstattung von Tempeln integriert.
Eines der eindrucksvollsten indonesischen Kunstwerke ist die hunderte Meter lange Reliefskulptur des Tempels in Borobodur in Zentral-Java. Etwas mehr als 3 Kilometer Relief erzählen die Geschichte von Gautama Buddha und veranschaulichen seine Lehren. Der Tempel beheimatete außerdem 504 sitzende Buddha statuen. Anhand dieses, sowie anderer Tempel in Zentral-Java, sind die indischen Einflüsse in der indonesischen Kunst gut erkennbar.

## Kambodschanische Kunst

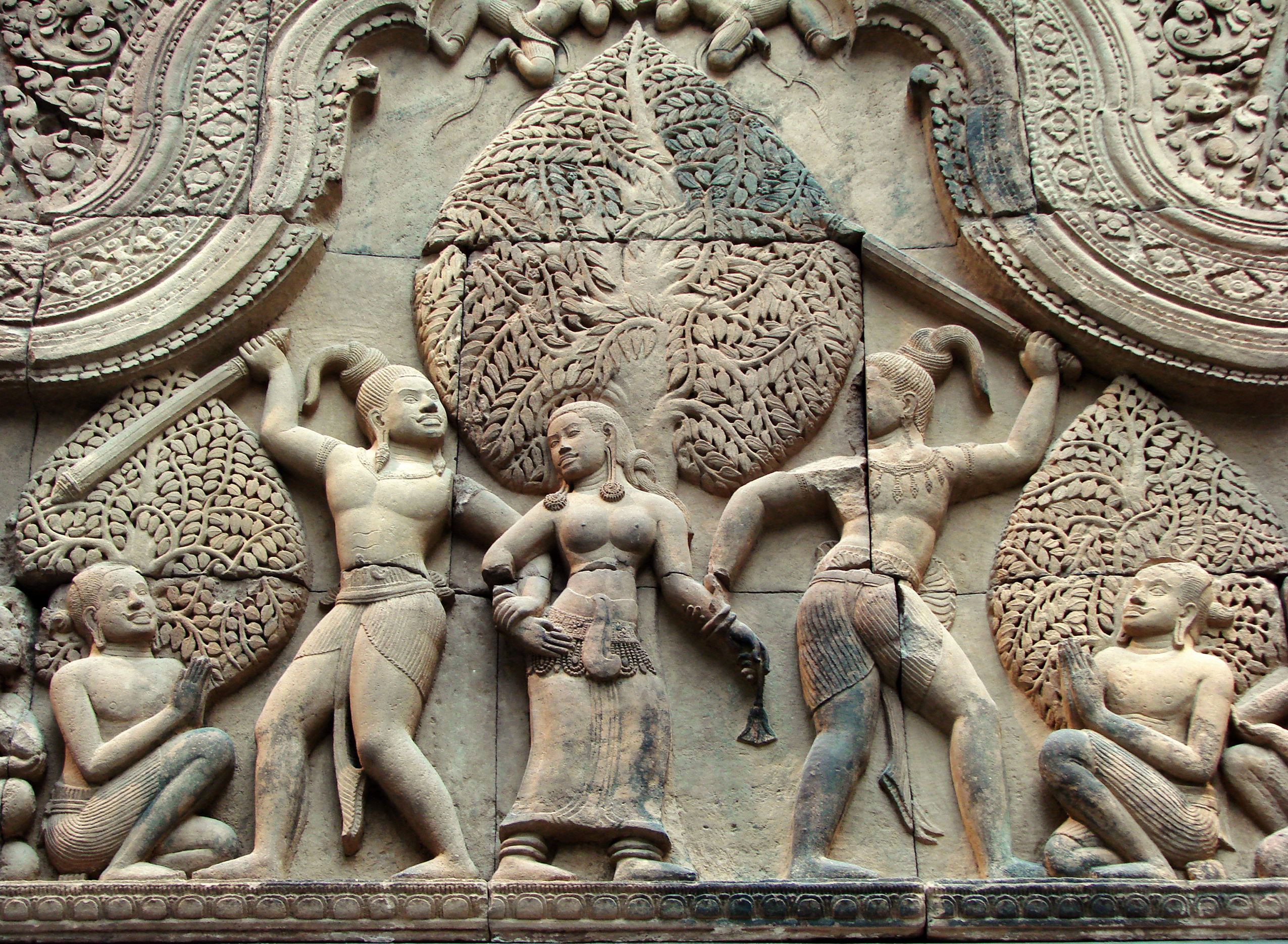
Steinschnitt in Banteay Srei (Angkor)

Kambodschanische Kunst und die Kultur Kambodschas hat eine reiche und vielfältige Geschichte, die viele Jahrhunderte zurückgeht und stark von Indien beeinflusst wurde. Weitere Einflüsse stammen aus Thailand und Laos, wobei diese wiederum von Kambodscha beeinflusst wurden. Viele Werke kambodschanischer Künstler sind religiös inspiriert. Die stärksten religiösen Einflüsse hatte der Glaube der Khmer und Buddhismus als auch Hinduismus. Der indische Einfluss in der kambodschanischen Kunst ist ca. ab dem 1. Jahrhundert sichtbar und wurde durch den indischen Handel mit dem ganzen südostasiatischen Raum begünstigt. Zu unterschiedlichen Zeitpunkten wurden auch chinesische, thailändische und javanesische Elemente in die kambodschanische Kultur übernommen.
Die Geschichte der bildenden Künste in Kambodscha reicht Jahrhunderte zurück; die Kunst der Khmer erreichte ihren Höhepunkt in der Angkor-Periode. Traditionelles kambodschanisches Kunsthandwerk umfasst Textilverarbeitung, Weberei und Flechterei, Silberschmiedekunst, Steinschnitt, Lackkunst, Porzellanherstellung, Wat-Wandmalerei und die Herstellung von Drachen. Beginnend mit Mitte des 20. Jahrhunderts, entstanden vermehrt moderne Kunstwerke in Kambodscha, im späteren 20. Jahrhundert gab es jedoch einen starken Einbruch an modernen, aber auch traditionellen, Kunstformen aus mehreren Gründen, unter anderem auf Grund der Ermordung von Künstlern durch die Roten Khmer.
Das Land erlebte jüngst einen künstlerischen Aufschwung, der auf staatliche Förderung, sowie die Bemühungen von NGOs und ausländischen Touristen zurückzuführen ist.

## Laotische Kunst

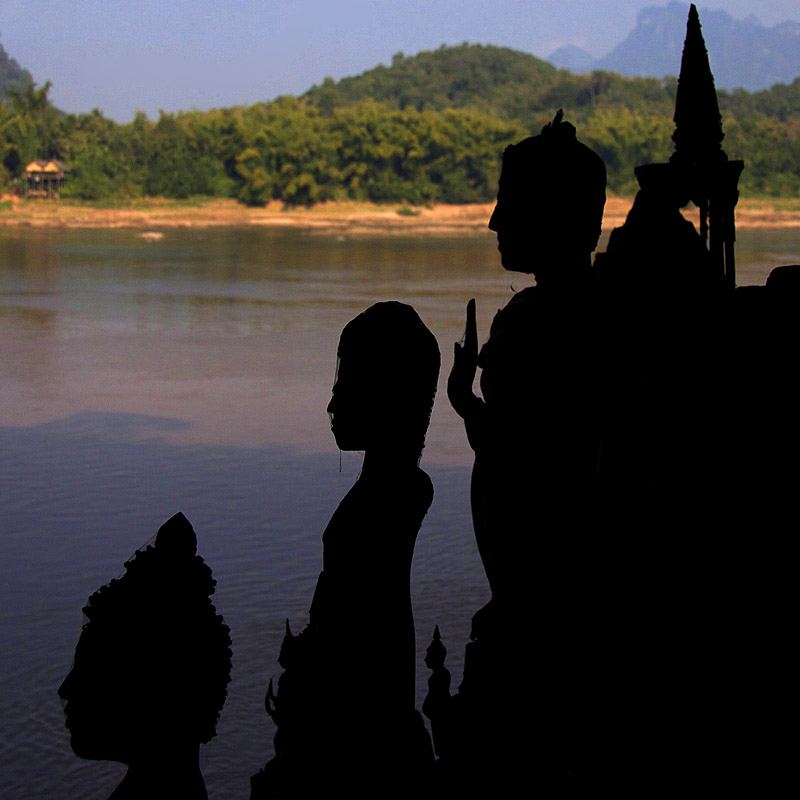
Stehende Buddhas, die über den Mekong in Pak Ou blicken

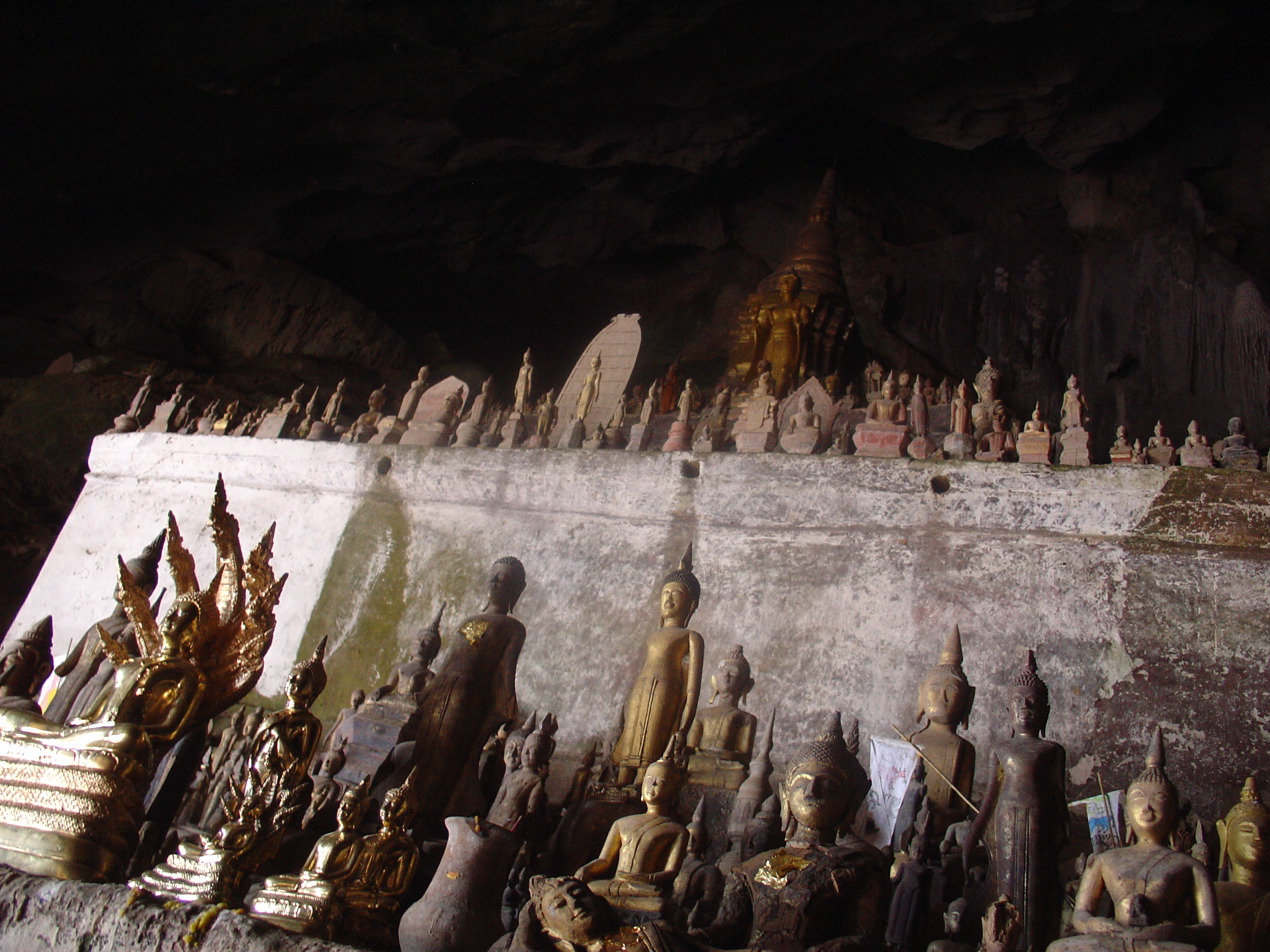
Buddha-Statuen im Inneren der unteren Höhlen in Pak Ou

Die Laotische Kunst umfasst spezielles Porzellan, Buddha-Statuen und traditionelle Musik.
Laotische buddhistische Skulpturen werden in unterschiedlichsten Materialien gefertigt, zum Beispiel aus Gold, Silber und am häufigsten aus Bronze. Für kolossale Bildnisse benutzen die Laoten auch Ziegel und Mörtel; so entstand etwa das Bildnis von Phya Vat (16. Jahrhundert) in Vientiane. Jedoch wurde dieses durch eine Renovierung gänzlich in seinem Aussehen verändert und ist nun kein typisch laotischer Buddha mehr. Holz wird vorwiegend für kleine Buddha-Statuen verwendet, die sehr oft in Höhlen zurückgelassen werden; außerdem wird es auch für lebensgroße stehende Buddhas verwendet. Die bekanntesten Skulpturen sind die aus Halbedelsteinen geschnitzten Phra Keo (der Smaragd-Buddha) und der Phra Phuttha Butsavarat. Der Phra Keo, der möglicherweise aus Chiang Saen stammt, ist aus einem einzigen Stück Jade geschnitzt worden. Er befand sich über 200 Jahre lang in Vientiane, bevor ihn die Siamesen im späten 18. Jahrhundert erbeuteten. Heute steht er im Großen Palast in Bangkok und dient als Palladion des thailändischen Königreiches. Auch der Phra Phuttha Butsavarat wurde von den Siamesen im frühen 19. Jahrhundert als Beute mitgenommen und ist heute in seiner eigenen Kapelle im Großen Palast in Bangkok aufbewahrt. Das kristallene Bildnis diente einst dem laotischen Königreich, dem Königreich von Champassack, als Palladion.
In den Höhlen von Pak Ou wurden unzählige, hauptsächlich hölzerne, Buddha-Statuen zusammengetragen. Außerdem wurden viele der schönen laotischen buddhistischen Skulpturen direkt aus dem Stein der Pak-Ou-Höhlen gehauen. Die Höhlen sind in zwei Höhlenformationen unterteilt, der Tham Ting (untere Höhle) und der Tham Theung (obere Höhle) und sind nur mit dem Boot erreichbar.

## Nepalesische Kunst
Die antike und raffinierte traditionelle Kultur von Kathmandu ist ein dauerhaftes und außergewöhnliches Zusammenspiel des hinduistischen und buddhistischen Ethos, wie er von hoch religiösen Menschen praktiziert wird. Sie besitzt aber auch Einflüsse und kulturelle Diversität aus dem Jainismus, dem Islam und dem Christentum.

## Tibetische Kunst

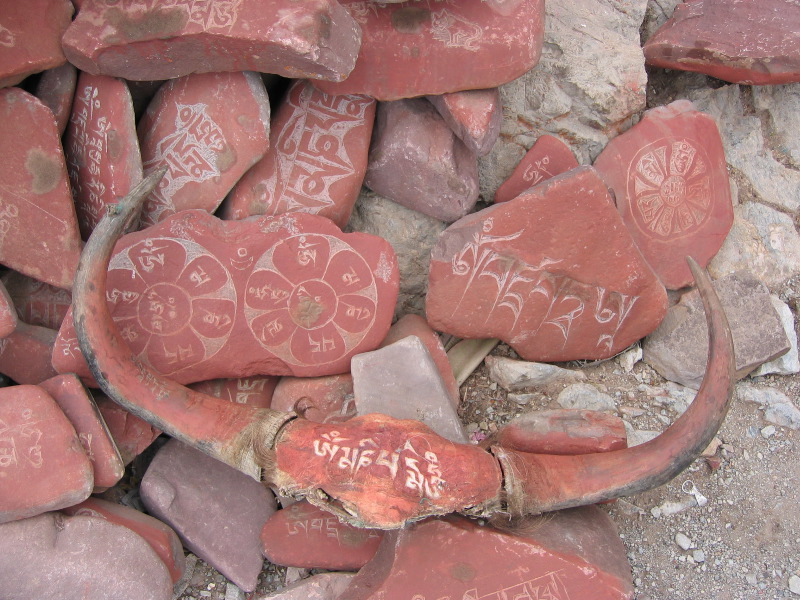
Viele Buddhisten in Tibet schnitzen Mantras in Stein, als Form der Ehrerbietung

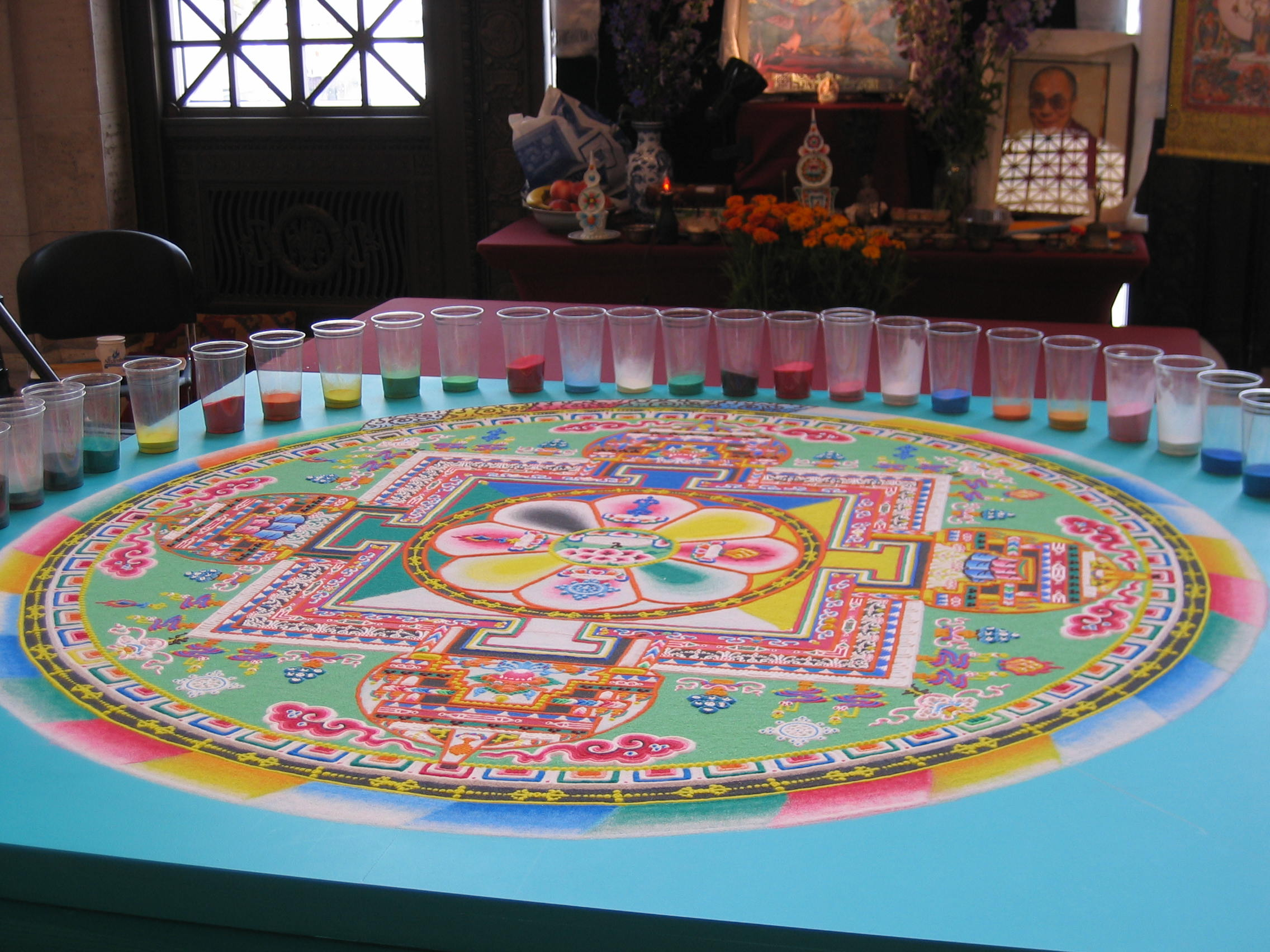
Tibetisches Buddhistisches Sandbild mitsamt den Herstellungsmaterialien

Tibetische Kunst meint die Kunst Tibets und anderer heutiger und ehemaliger Königreiche im Himalaya (Bhutan, Ladakh, Nepal und Sikkim). Die tibetische Kunst ist in erster Linie eine Form der heiligen Kunst, die den überwältigenden Einfluss des Buddhismus in Tibet auf die Kulturen der ganzen Region widerspiegeln. Das Sand Mandala (tibetisch: kilkhor) ist eine Tradition aus dem tibetischen Buddhismus, die die vergängliche Natur von Dingen symbolisiert. Im Buddhismus werden alle Materialien als vergänglich angesehen. Das Sandmandala ist ein Beispiel dieser Vergänglichkeit und wird, nachdem es fertiggestellt wurde und alle begleitenden Zeremonien und Ausstellungen beendet sind, systematisch zerstört.
Im 4. Jahrhundert n. Chr. separierte sich die Schule des Mahayana-Buddhismus, und in der Kunst nahm die Rolle der Bodhisattvas zu. Diese sind barmherzige Wesen, die auf ihre eigene Erleuchtung verzichten, um anderen zu helfen. Ein sehr häufig dargestellter Bodhisattva in der tibetischen Kunst ist die Gottheit Avalokiteshvara, meist als tausendarmiger Heiliger mit Auge in jeder Hand porträtiert. Er stellt den all-sehenden Barmherzigen dar, der unsere Bitten erhört.
Viele der typischen tibetischen buddhistischen Kunstwerke sind Teil einer Tantra-Praxis. Vajrayana-Techniken integrieren viele Formen der Visualisierung/Vorstellung in die Meditation, und viele der kunstvollen tantrischen Kunstwerke sind eigentlich eine Hilfe zur Visualisierung, etwa die Meditations-Gottheiten (Yidams) oder Mandalas.
Historiker haben herausgefunden, dass chinesische Malerei einen großen Einfluss auf die tibetische Malerei im Allgemeinen hatte. Beginnend mit dem 14. und 15. Jahrhundert, übernahmen tibetische Maler viele Elemente von den Chinesen, und während des 18. Jahrhunderts hatte die chinesische Malerei einen tief- und weitreichenden Einfluss auf die tibetischen bildenden Künste. Laut Giuseppe Tucci hatte sich, zur Zeit der Qing-Dynastie, „eine neue tibetische Kunst entwickelt, die, in einer bestimmten Form, das provinzielle Echo der chinesischen gleichmäßig kunstvollen Kostbarkeit des 18. Jahrhunderts war“.

## Vietnamesische Kunst

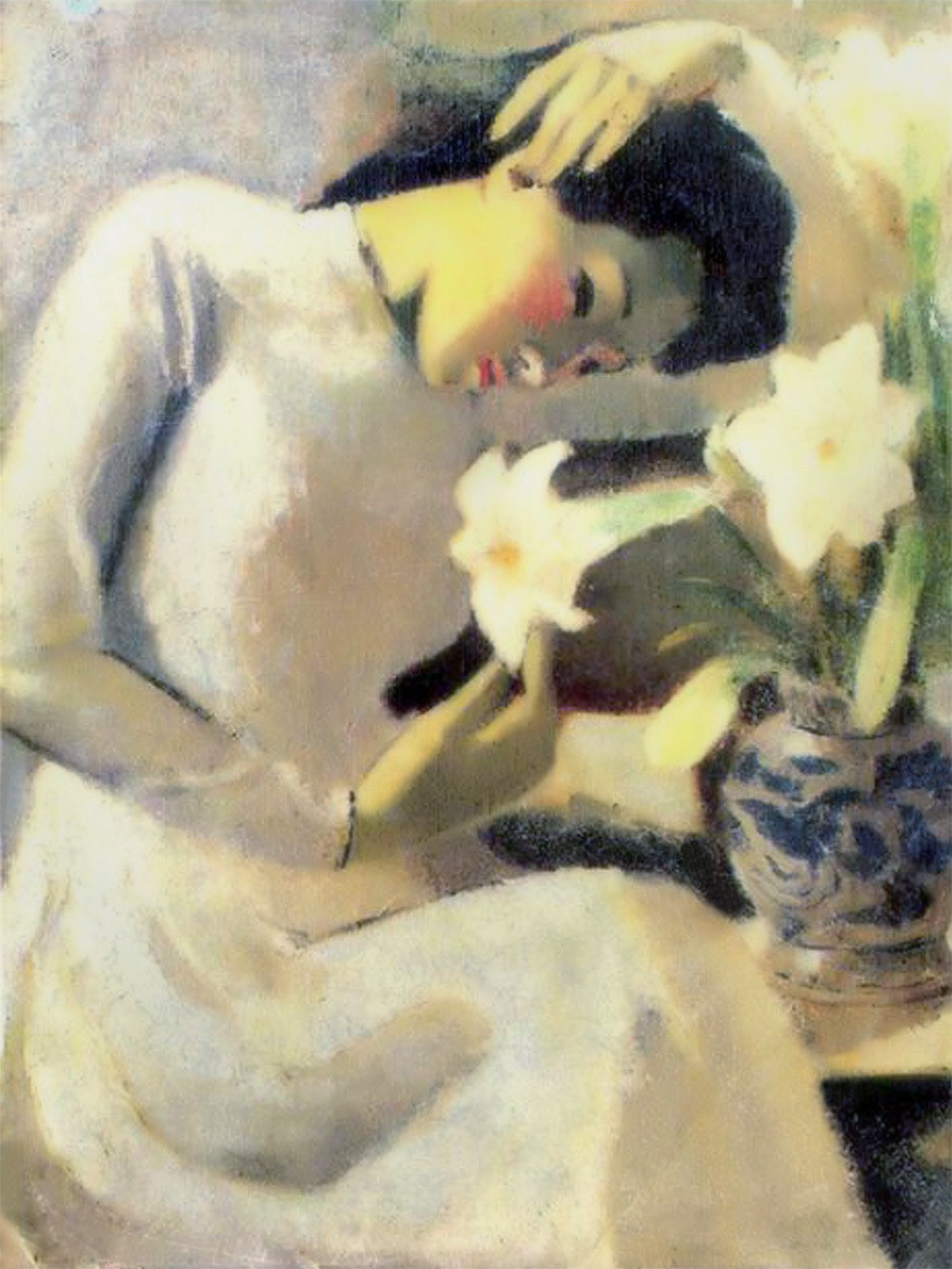
Tô Ngọc Vân, Thiếu nữ bên hoa huệ (Junge Frau mit Lilie), 1943, oil

Vietnamesische Kunst ist Teil einer der ältesten südost-asiatischen Kulturen. Das große künstlerische Erbe reicht zurück bis in prähistorische Zeiten und umfasst Seidenmalerei, Bildhauerei, Töpferei, Porzellanherstellung, Holzschnitte, Architektur, Musik, Tanz und Theater. Die Bandbreite der vietnamesischen Kunst reicht von antiker traditioneller Kunst bis zu Kunstwerken, die nach der chinesischen Vorherrschaft entstanden und stark durch die buddhistische Kunst und den Taoismus sowie den Konfuzianismus geprägt sind. Die Kunst von Champa und französische Kunst spielten im weiteren Verlauf auch eine Rolle.
Der chinesische Einfluss auf die vietnamesische Kunst erstreckt sich auf die vietnamesische Töpferei und Porzellanherstellung, die Kalligraphie und die traditionelle Architektur.
Beginnend mit dem 19. Jahrhundert, breiteten sich moderne Kunst und französische Einflüsse in der vietnamesischen Kunst aus. Im frühen 20. Jahrhundert wurde die École Supérieure des Beaux Arts de l’Indochine (Indochinesische Hochschule der schönen Künste) gegründet, die zum Ziel hatte, europäische Methoden zu unterrichten. Vor allem in größeren Städten, wie Hanoi und Ho Chi Minh City, war ihr Einfluss sichtbar.
Während der 80 Jahre andauernden französischen Kolonialherrschaft und des langen Unabhängigkeitskrieges war es vielen Vietnamesen nicht möglich, außerhalb ihres Heimatlandes zu lernen oder zu arbeiten. Nur einer kleinen Zahl an Künstlern mit wohlhabender Herkunft hatten die Chance, nach Frankreich zu reisen und dort zum Großteil ihren Karrieren nachzugehen. Beispiele sind Le Thi Luu, Le Pho, Mai Trung Thu, Le Van De, Le Ba Dang und Pham Tang.
Moderne vietnamesische Künstler haben begonnen, französische Techniken mit traditionell vietnamesischen Medien, zum Beispiel Seide oder Lacken, zu kombinieren, und kreierten so eine einzigartige Mischung östlicher und westlicher Elemente.

## Galerie asiatischer Kunst

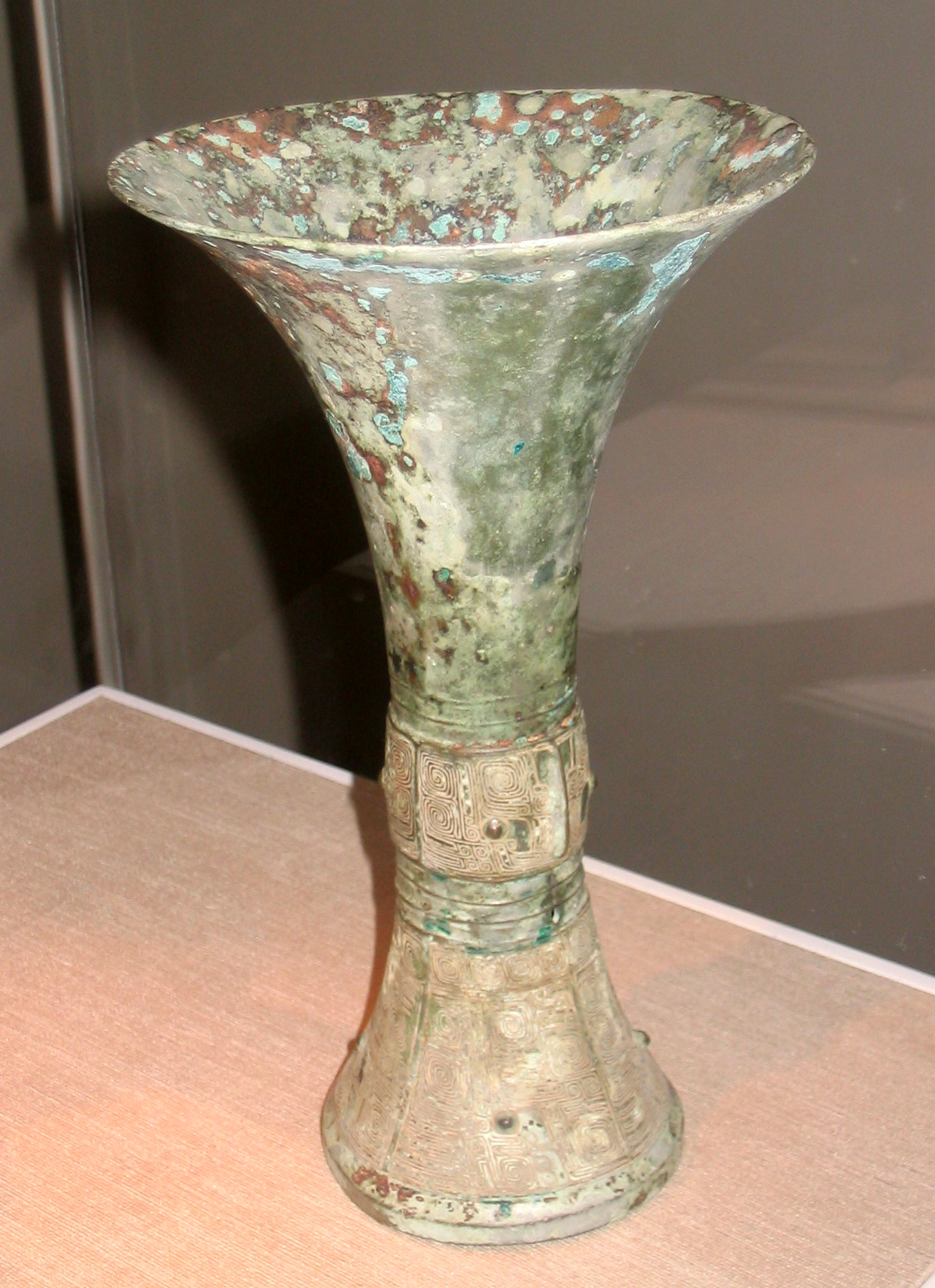
Shang-Dynastie (Yin) Rituelles Weingefäß aus Bronze, 13. Jahrhundert v. Chr., China
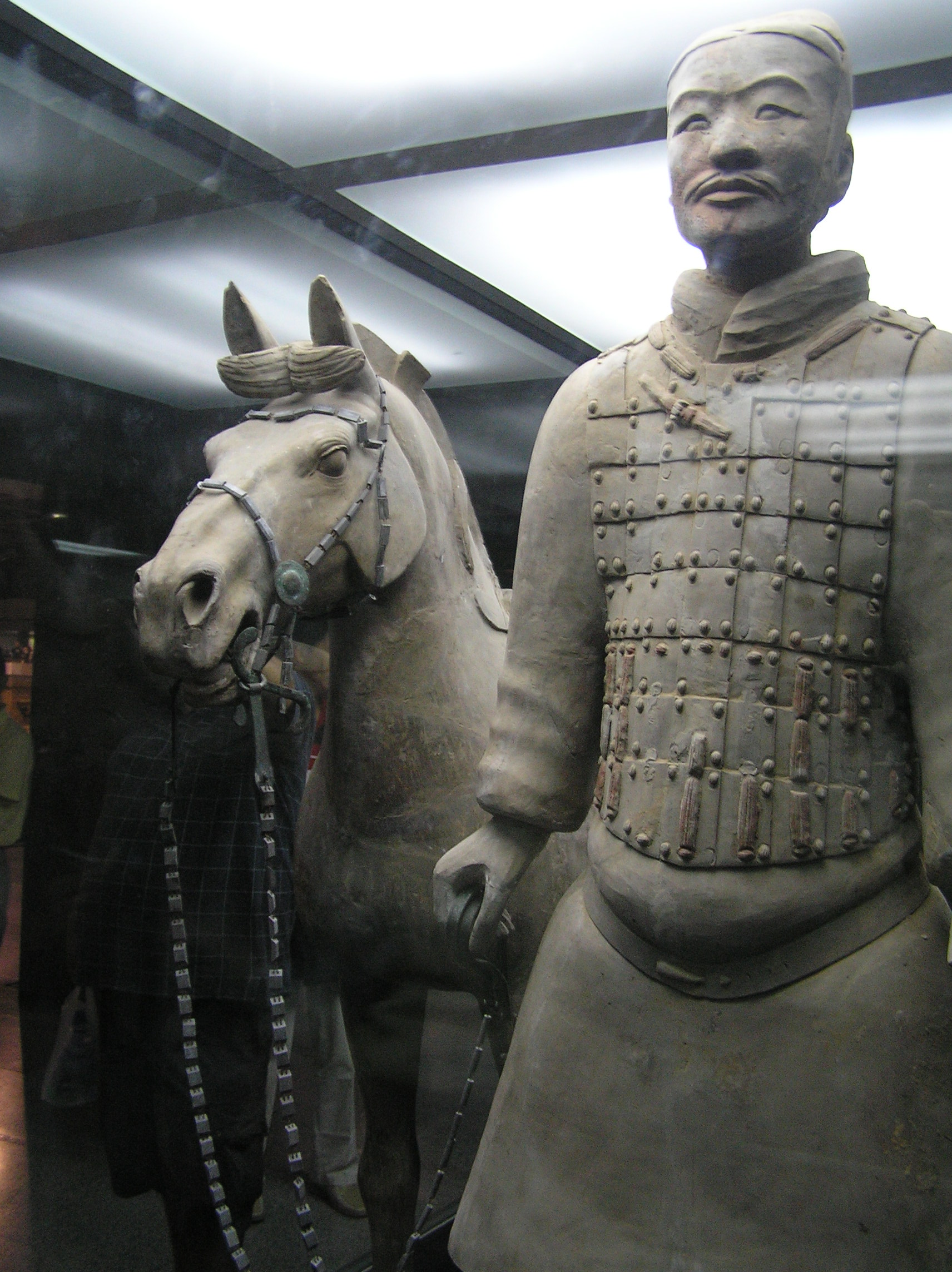
Terrakotta-Armee Skulptur, 3. Jahrhundert v. Chr., China
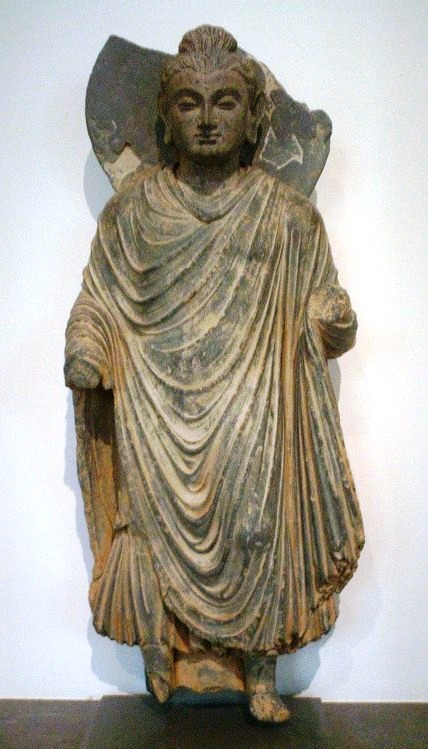
Stehende Buddha-Statue, antike Region Gandhara, nördliches Pakistan, 1. Jahrhundert n. Chr., Museum Guimet
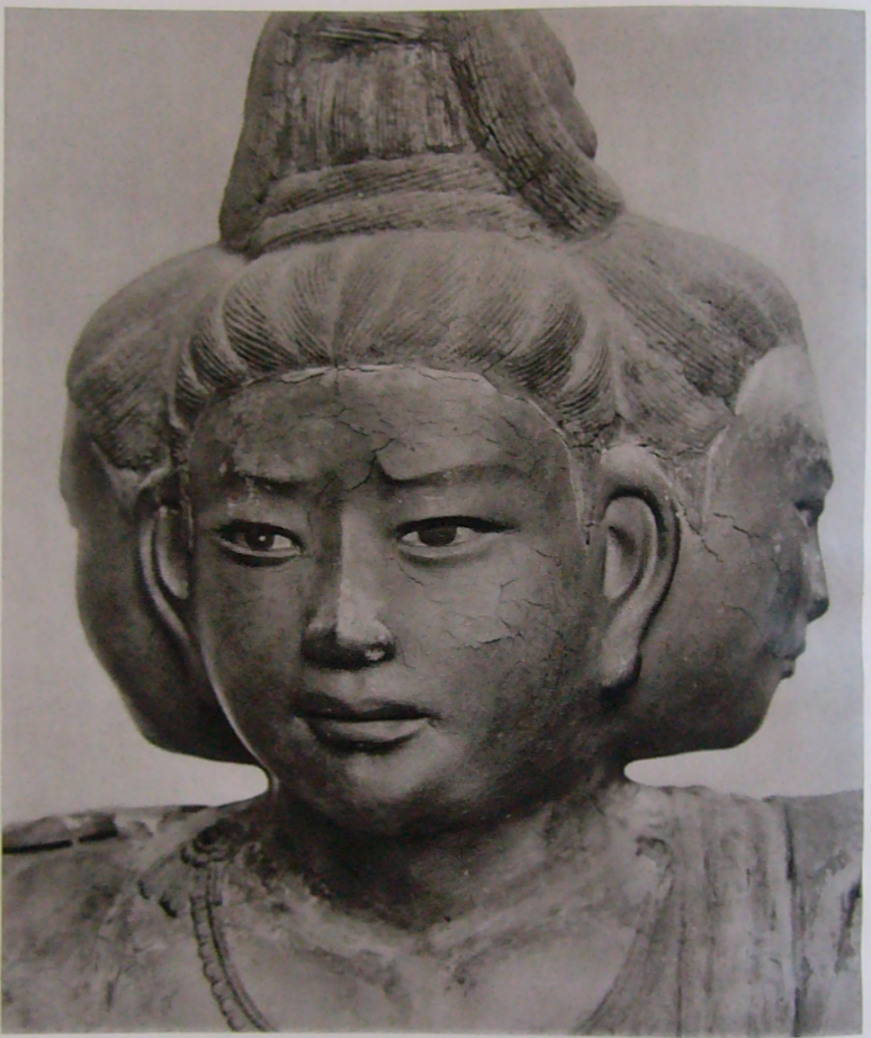
Asura in Kōfuku-ji, Nara, 734, Japan
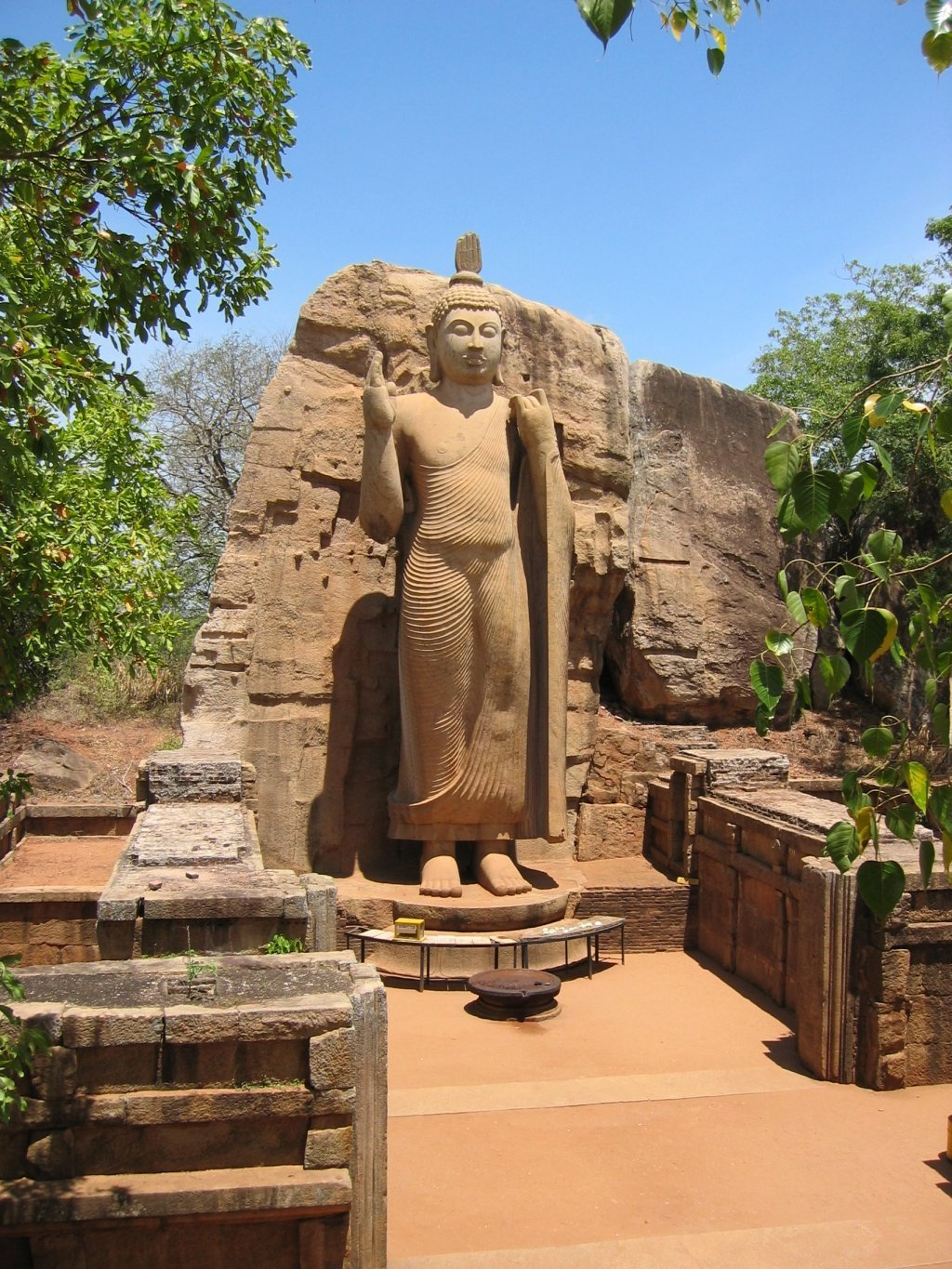
Die Buddha-Statue von Avukana, 5. Jahrhundert, Sri Lanka
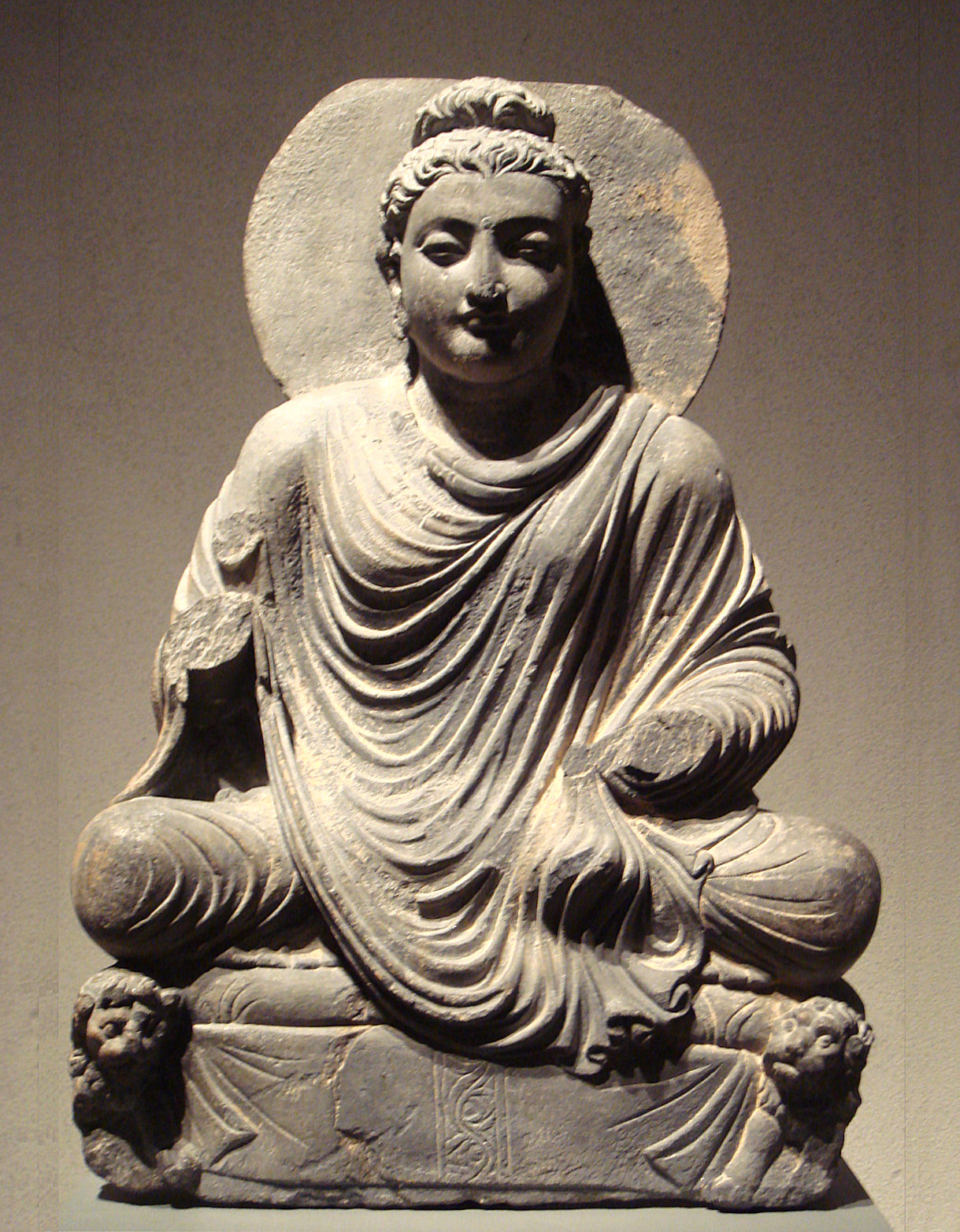
Sitzender Buddha, Gandhara, 2. Jahrhundert n. Chr.
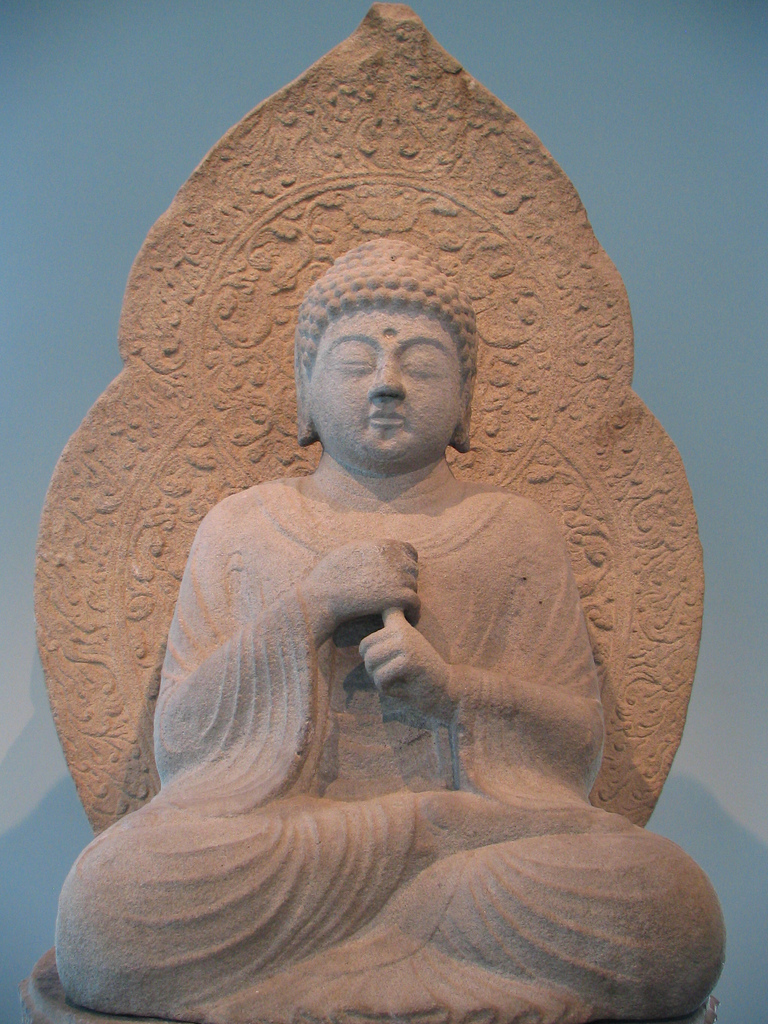
Buddhistische Skulptur Silla-Dynastie, 9. Jahrhundert, Korea
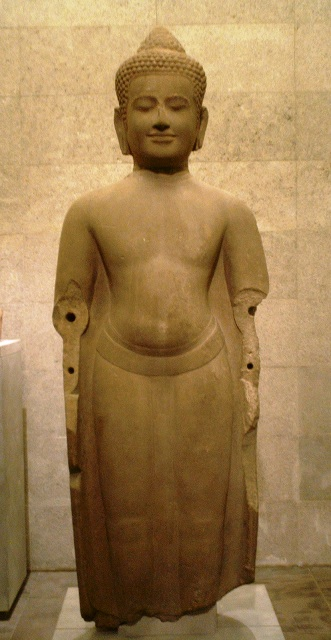
Buddha, 14. Jahrhundert, Kambodscha
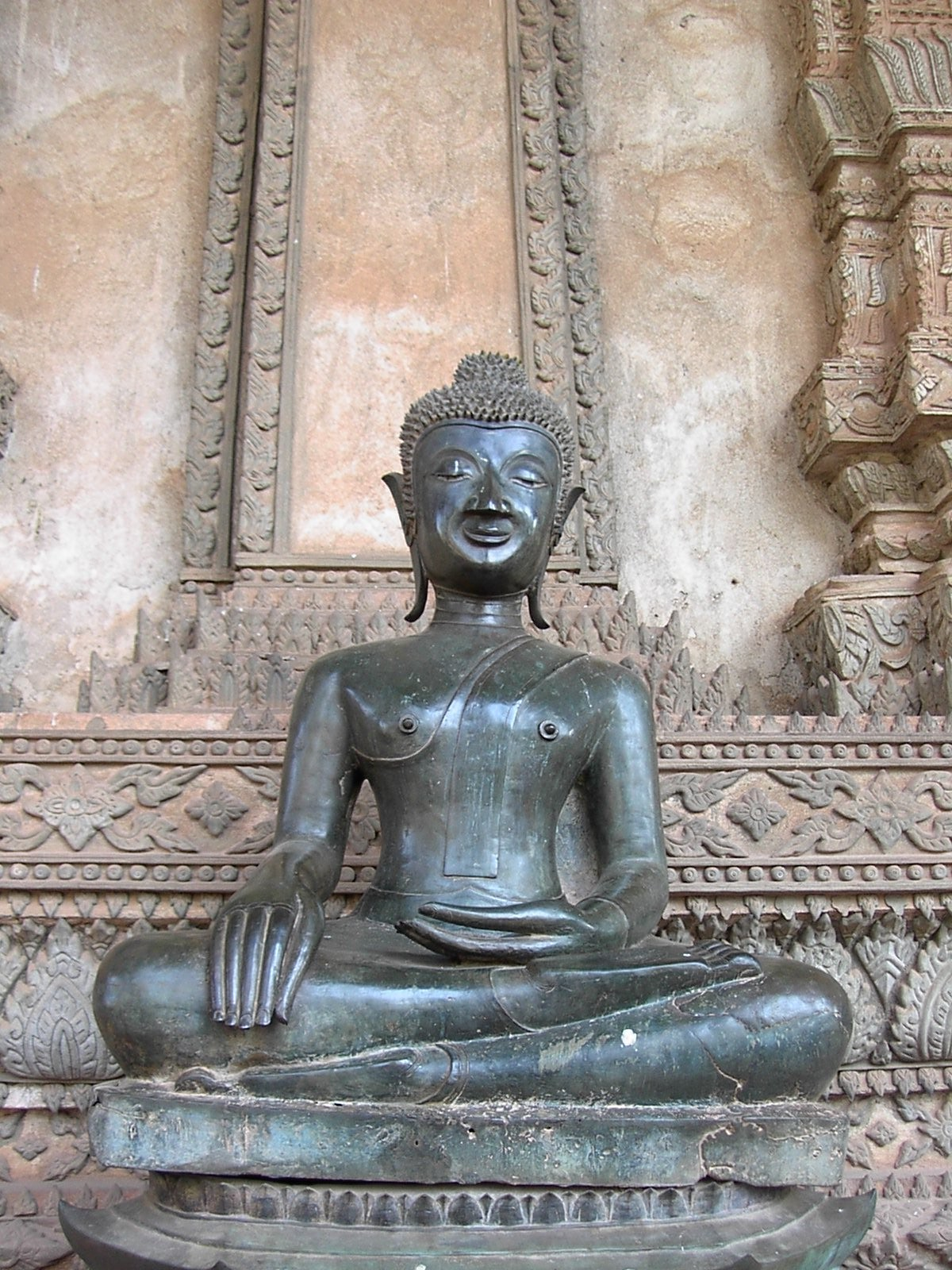
The Buddha calling the earth to witness, Die Arme des Buddhas sind in bhūmisparsa mudrā Position. Ho Phra Kaeo temple, Vientiane, Laos
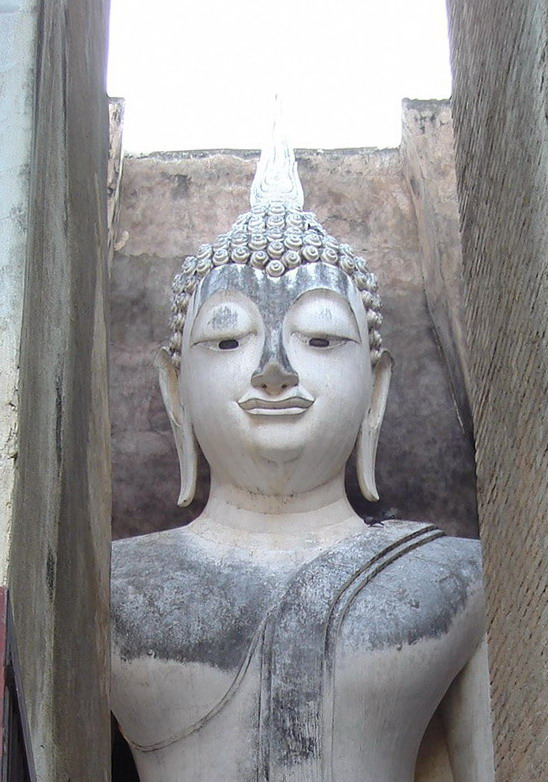
Phra Achana, Big Buddha-Statue in Wat Sichum, 13. Jahrhundert Sukhothai Periode, Thailand
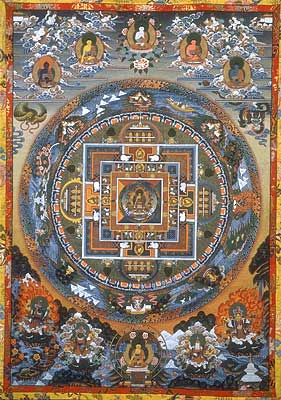
Buddhismus, Mandala
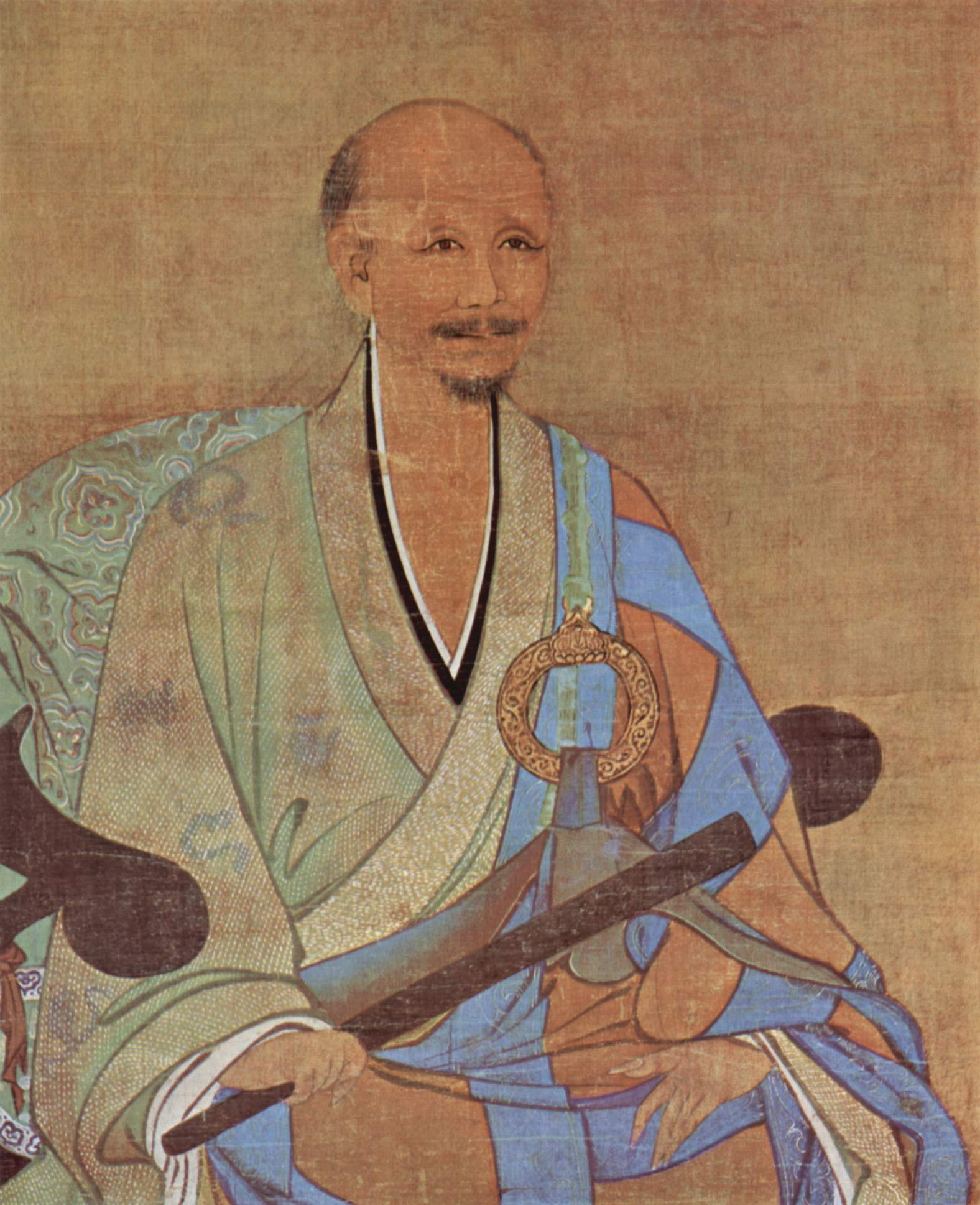
Chinesischer Zen Buddhist Wuzhun Shifan, 1238 n. Chr., Song-Dynastie
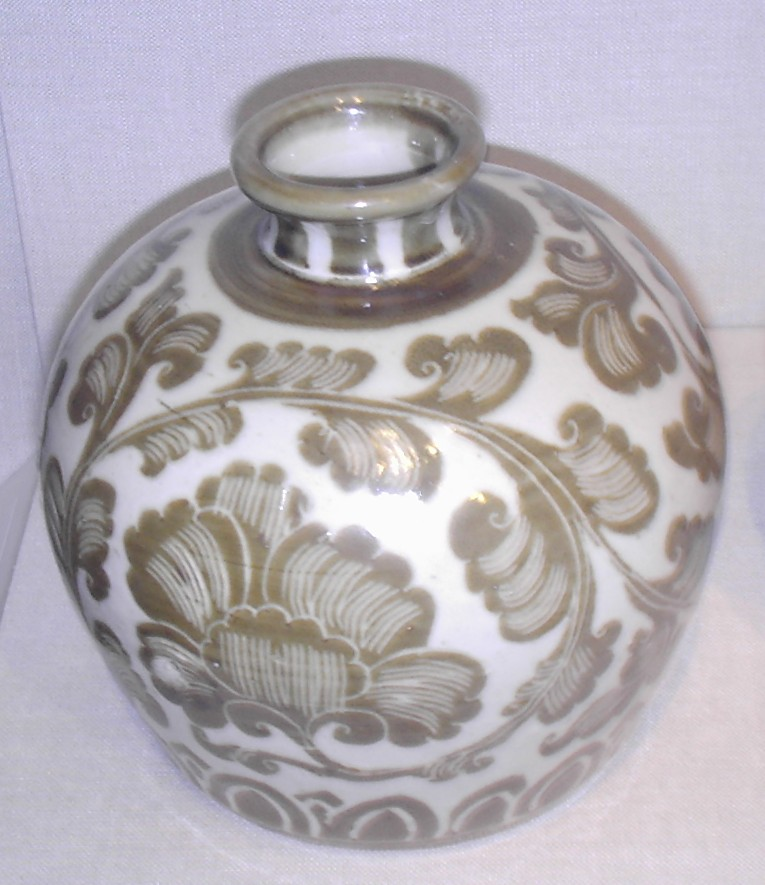
Song-Dynastie Porzellan Flasche mit Eisenpigment unter transparenter farbloser Glasur, 11. Jahrhundert, China
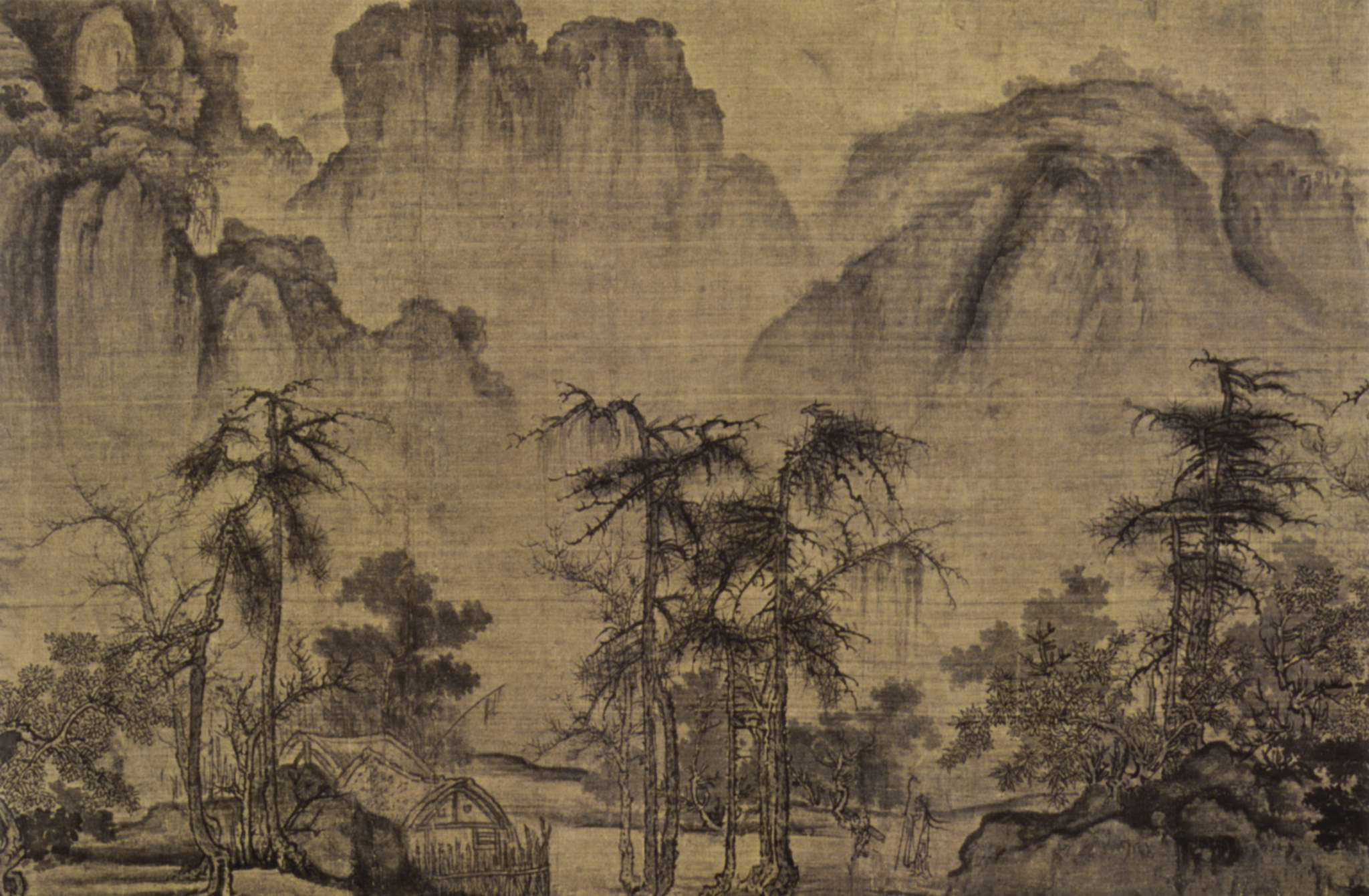
Autumn in the River Valley, Guo Xi (ca. 1020–1090 n.Chr), China
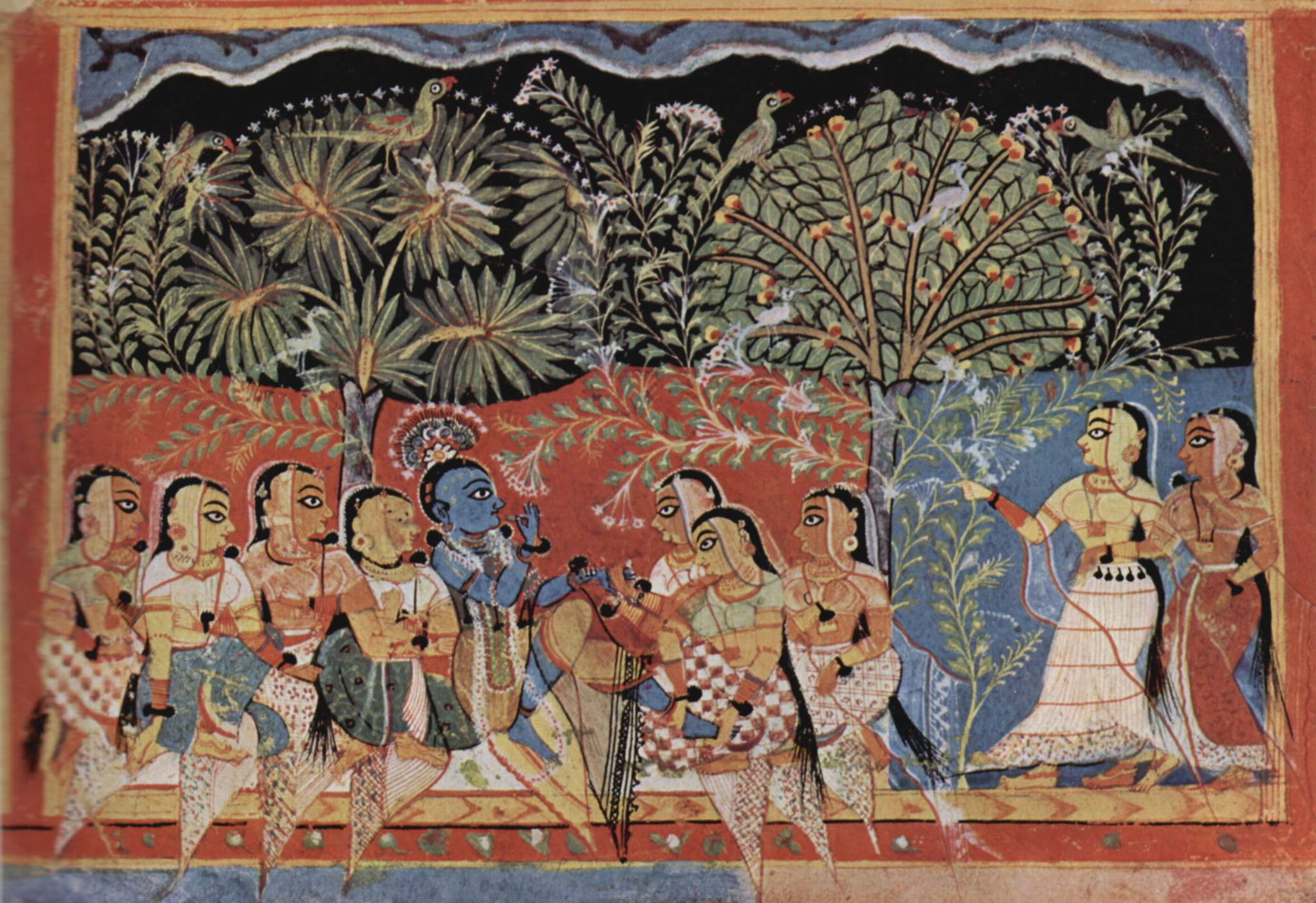
Gita Govinda Manuskript ca. 1500, Prince of Wales Museum, Mumbai
Pine Trees, sechsseitiger Wandschirm, Hasegawa Tohaku, (1539–1610), Japan
Genji Monogatari, Tosa Mitsuoki, (1617–1691), Japan
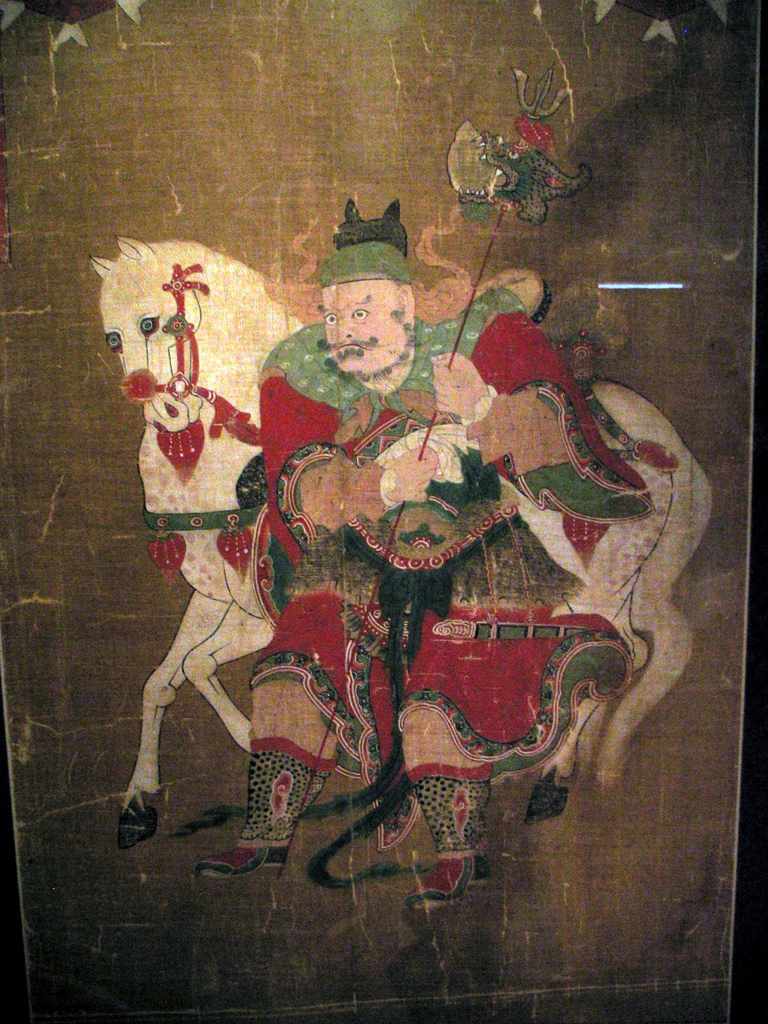
An underworld messenger, Joseon-Dynastie, Korea
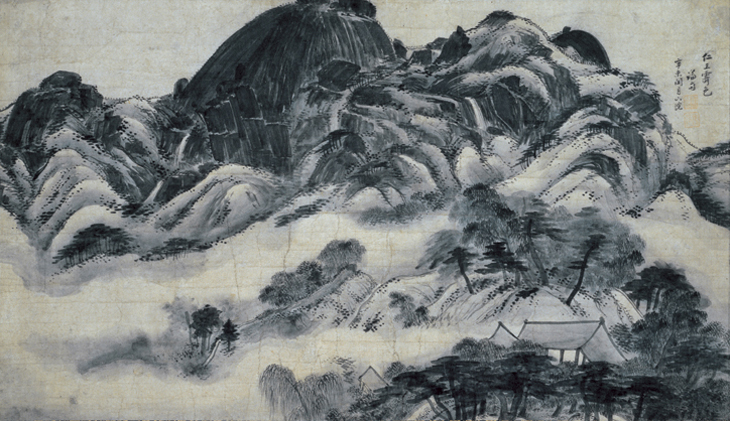
After Rain at Mt. Inwang, Cheong Seon (1676–1759), Korea
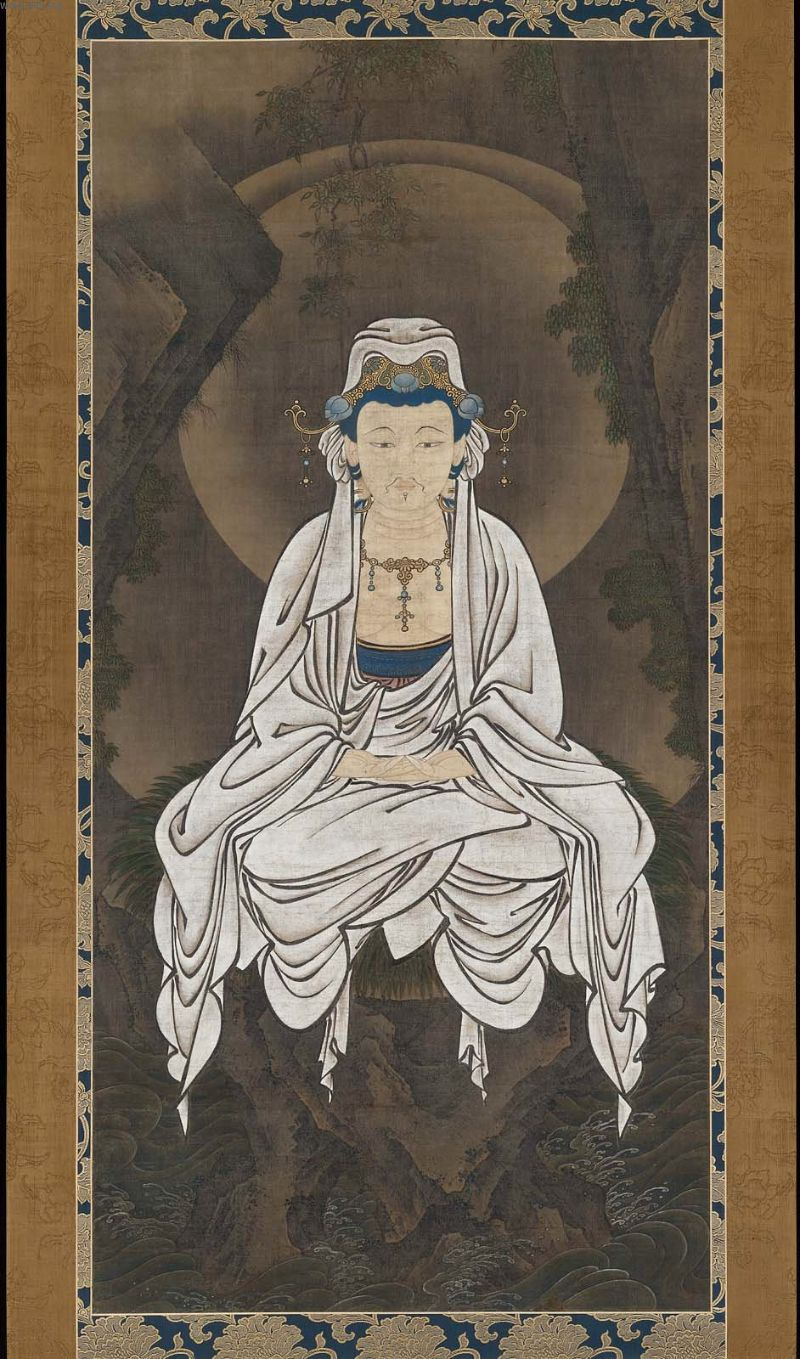
A White-Robed Kannon, Bodhisattva of Compassion, Kanō Motonobu (1476–1559), Japan
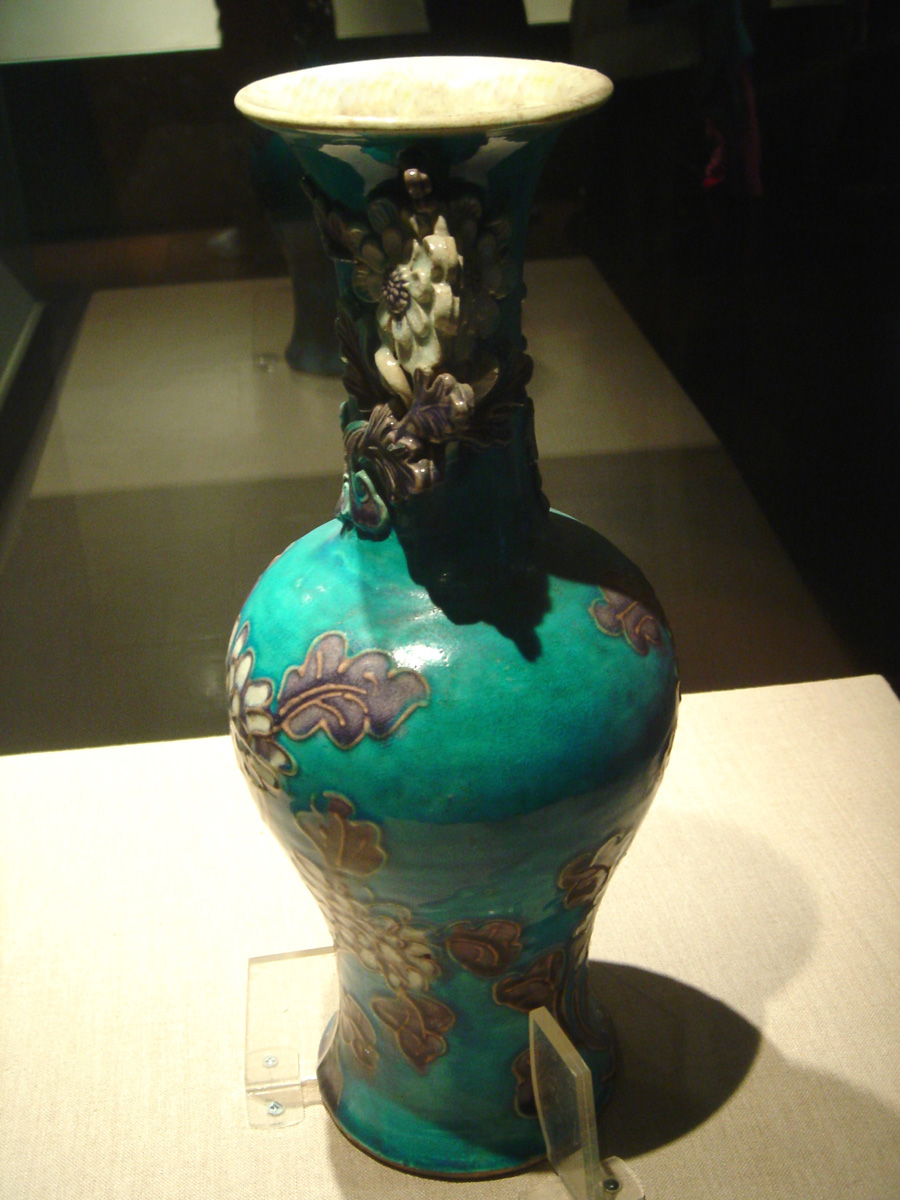
Chrysanthemen Porzellan Vase, Ming-Dynastie, 1368–1644 n. Chr., China
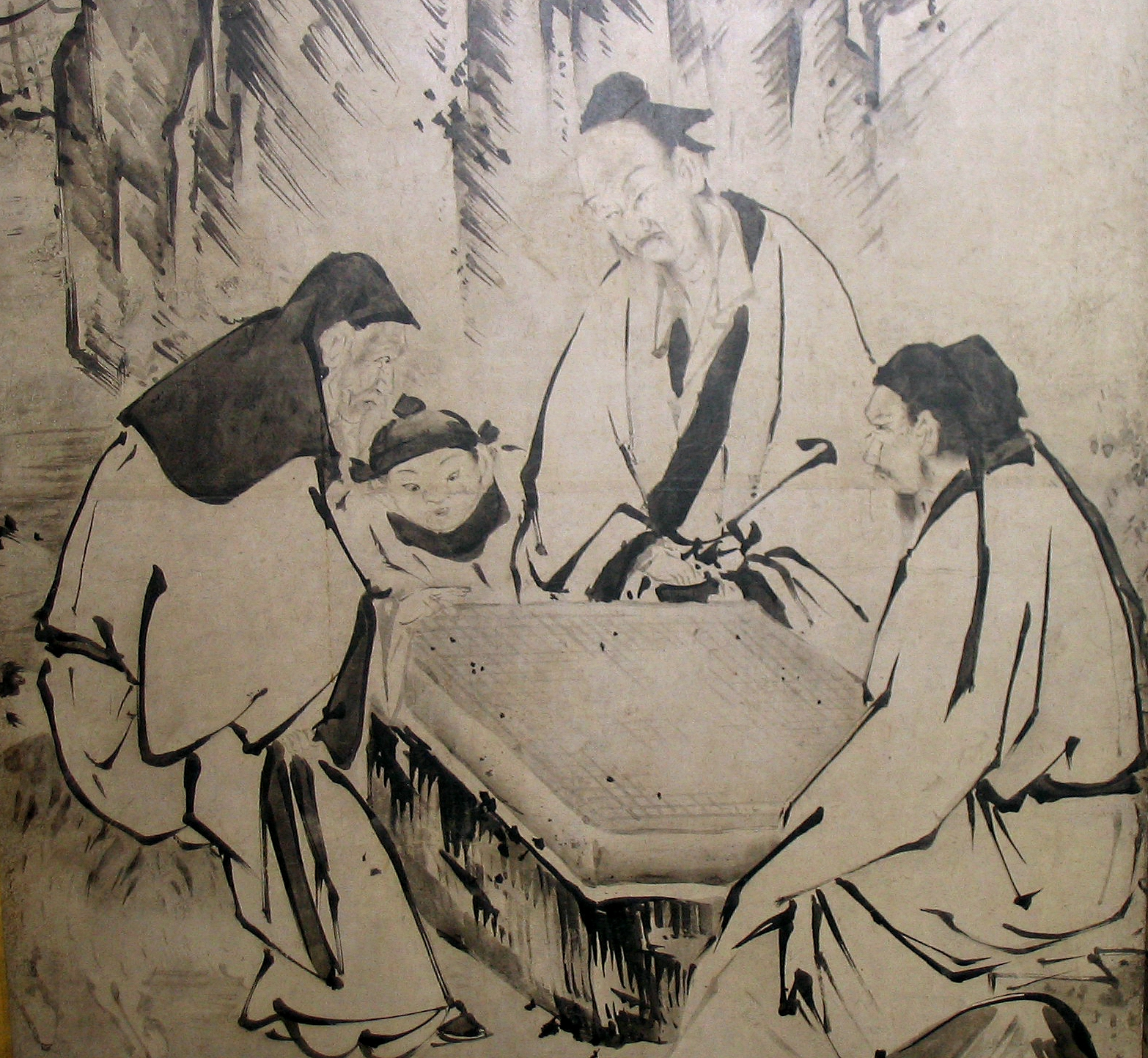
Ein Wandschirm, der Go-Spieler zeigt, Kanō Eitoku (1543–1590), Japan
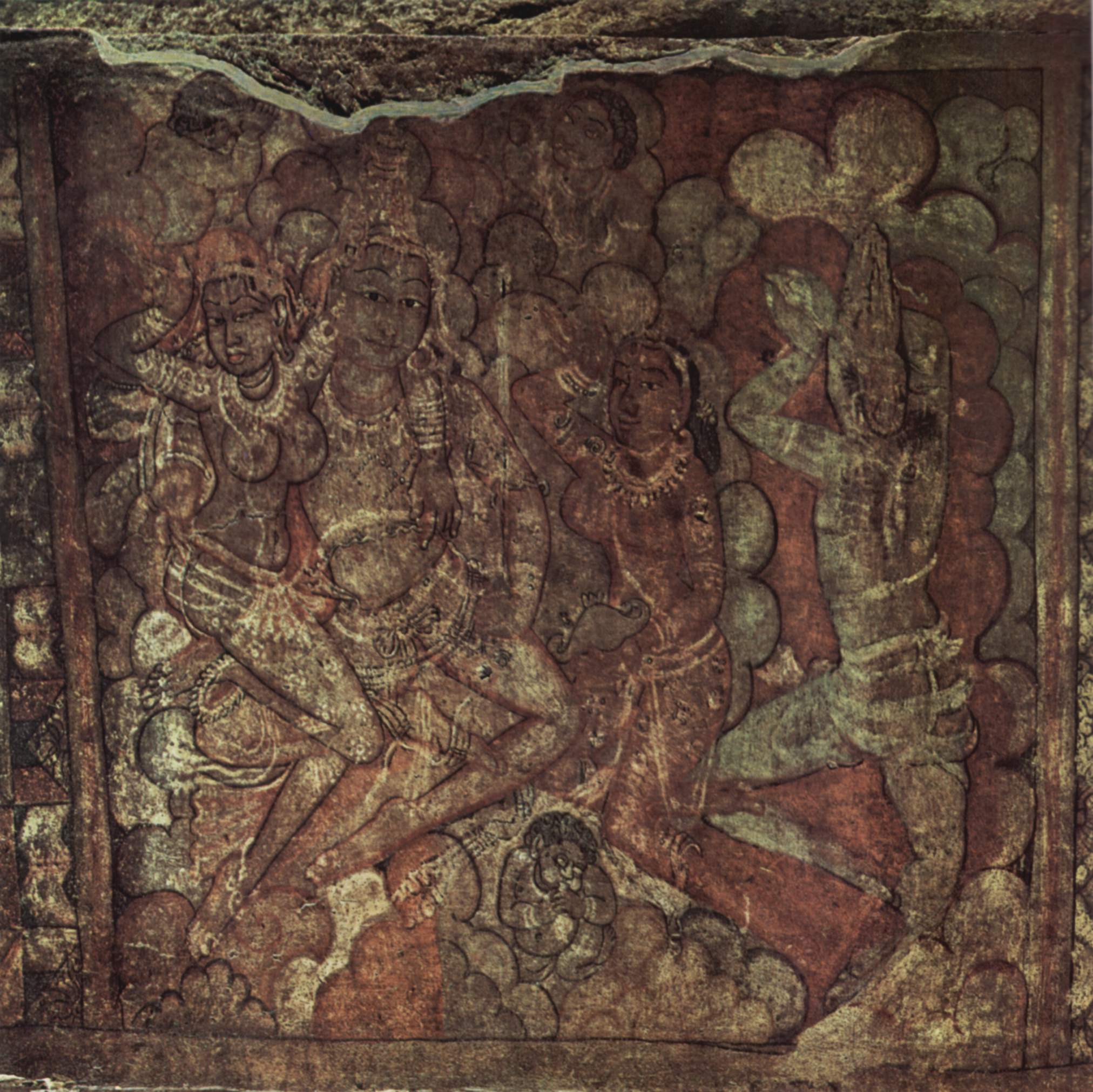
Floating Figures Dancing, Wandmalerei, ca. 850, Indien
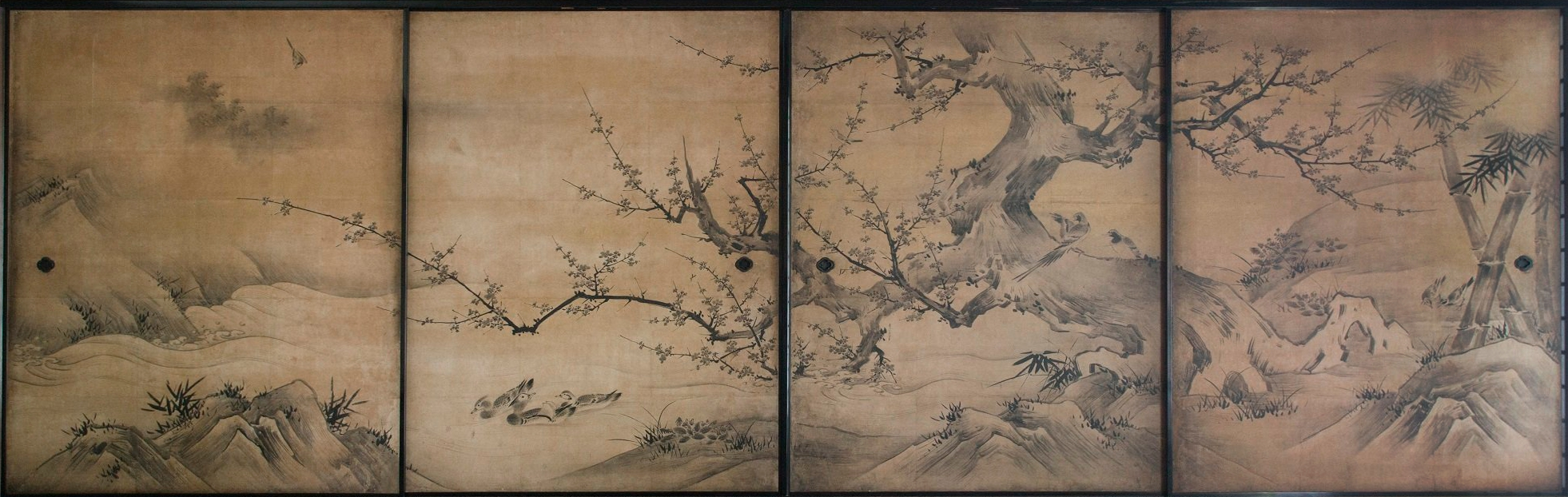
Birds and flowers of the four seasons, vier von 16 Teilen eines japanischen Raumtrenners, 16. Jahrhundert
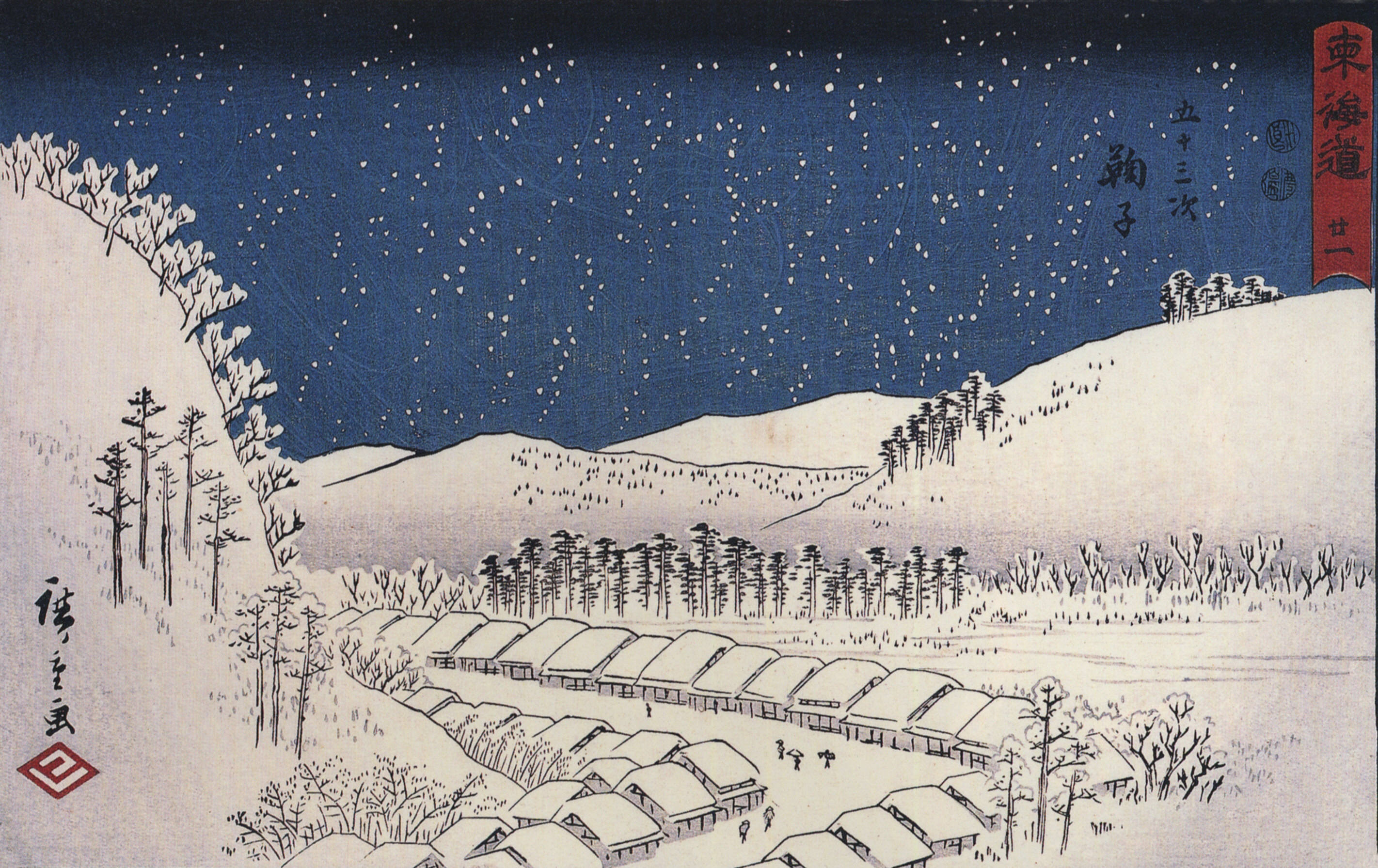
Utagawa Hiroshige, Snow falling on a town, ca. 1833, Ukiyo-e Druck
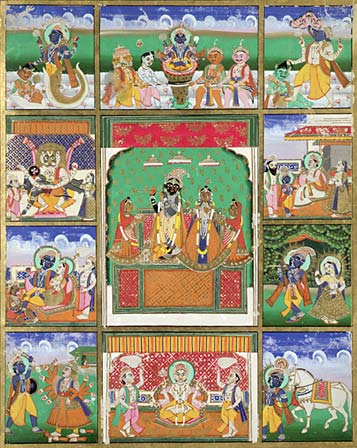
Hinduismus bezeichnet Buddha (rechts unten) als einen der 10 Avatara des Vishnu Gemäldes, ca. 19t. Jahrhundert, Jaipur; Victoria and Albert Museum, London
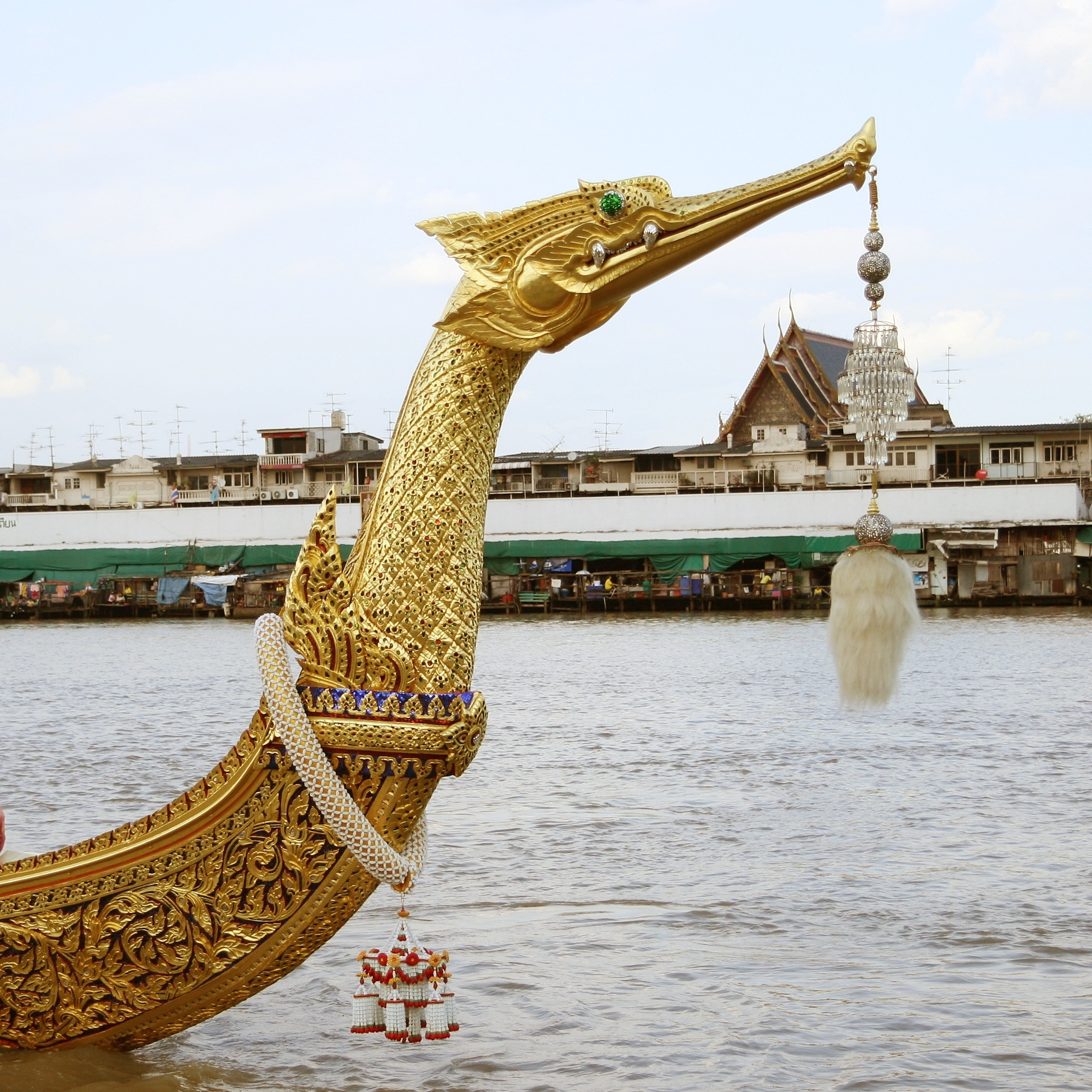
Die Vorderseite einer Königlichen Barke Suphannahong aus Thailand.
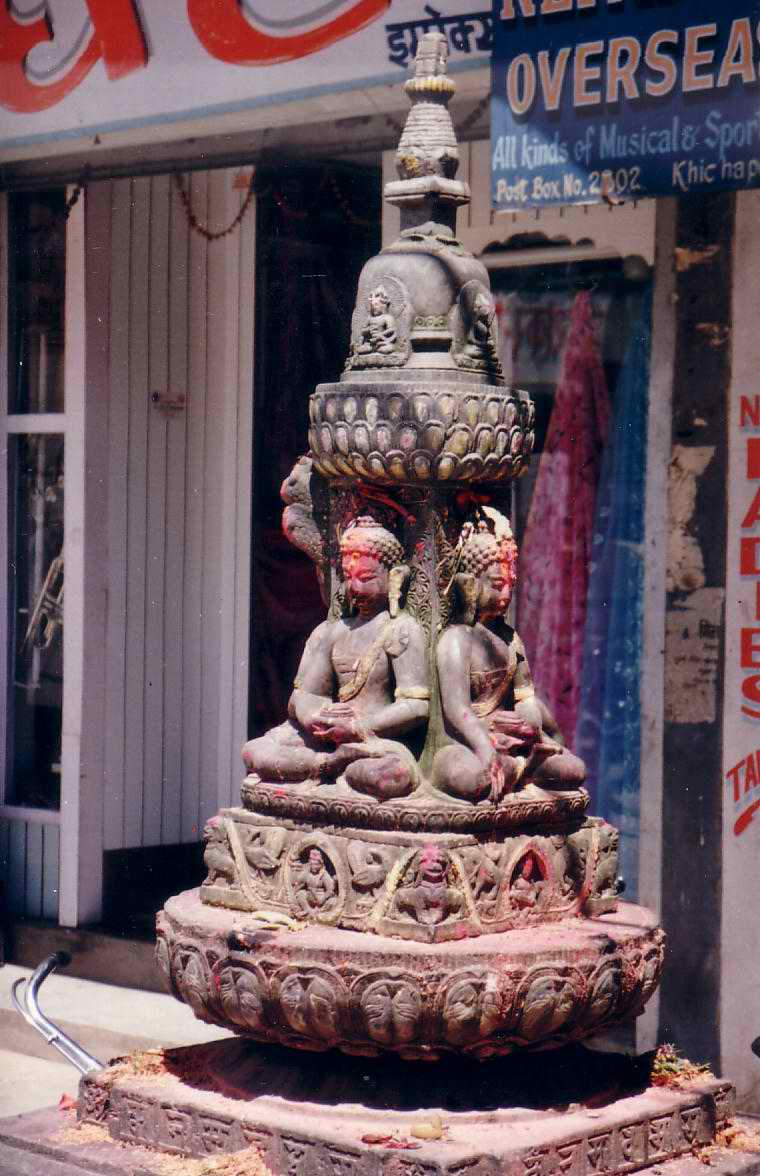
Steinschnitt, names Chaityas, zu sehen auch an Straßenecken und in Innenhöfen in Kathmandu
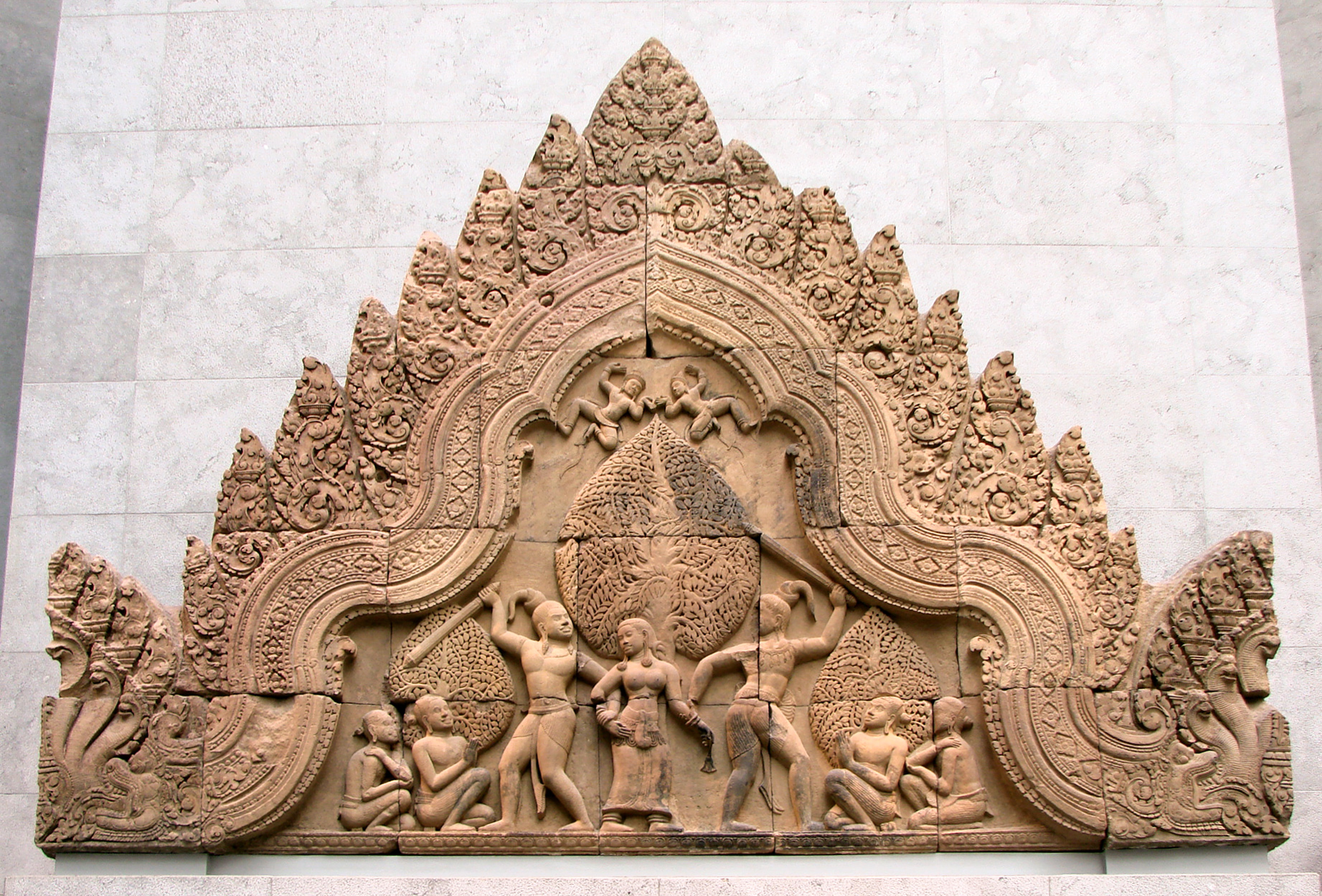
Relief aus Angkor
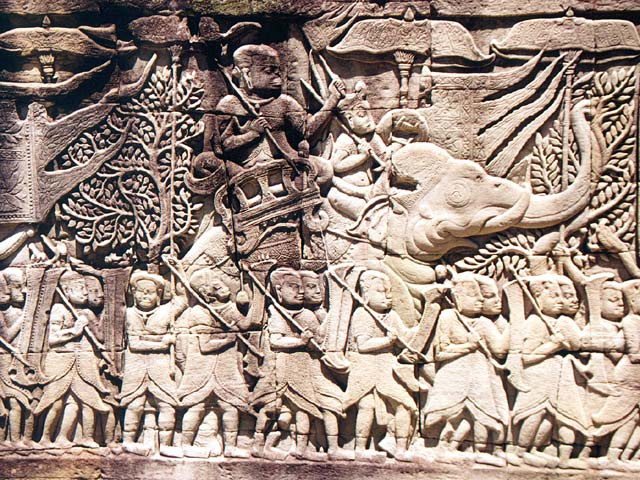
Steinbasrelief im Bayon Temple, Khmer Armee im Krieg mit der Cham Armee, geschnitzt ca. 1200 n. Chr.
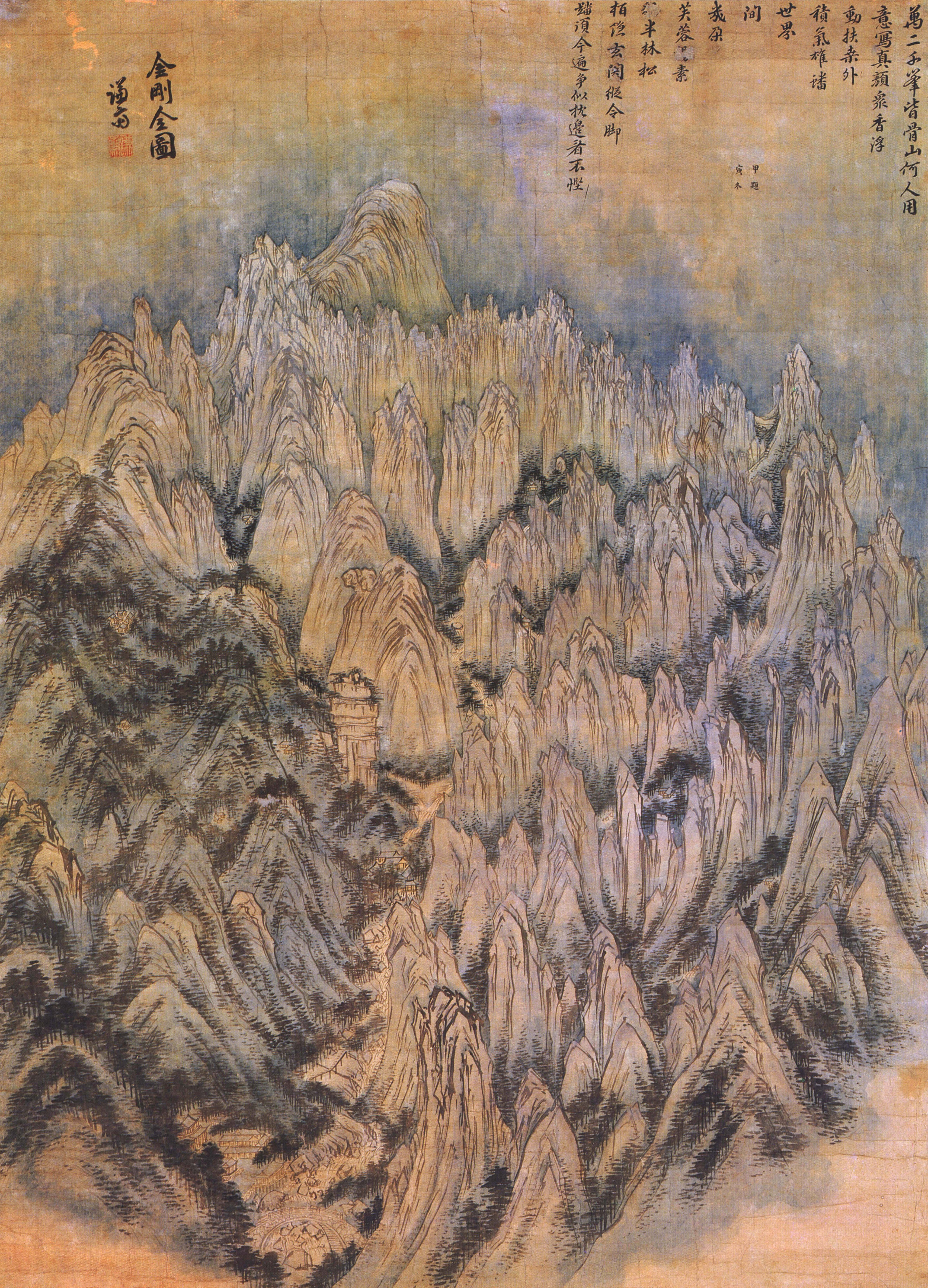
Jeong Seon, General View of Mt. Geumgang (금강전도, 金剛全圖), Korea, ca. 1734